# Westendstraße (München)
Die Westendstraße durchquert einmal den Stadtteil Westend in München. Die Straße beginnt nördlich der Theresienwiese und endet nach der Überquerung der Auffahrten zur A96 bei der Schul- und Sportanlage am westlichen Ende des Westparks. Dabei quert sie die von der Donnersbergerbrücke kommende Hauptverkehrsstraße Trappentreustraße mit dem Tunnelmund von deren unterirdischer Fortsetzung nach Süden (Teil der Trappentreustraße und des Mittleren Rings). An der Kreuzung mit der Barth- und der Ridlerstraße knickt ihr insgesamt nach Westen weisender Verlauf nach Südwesten ab. Die unter Denkmalschutz stehenden älteren Gebäude dieses Arbeiterviertels stammen überwiegend aus der zweiten Hälfte des 19. Jahrhunderts und den ersten zwanzig Jahren des 20. Jahrhunderts.

Im Plan der Koenigl. Haupt- und Residenzstadt München von Gustav Wenng von 1858/59 noch als Haderer Weg mit den Anfängen der Bebauung eingezeichnet

Sie hieß ursprünglich nach einem Nachbarort Haderer Weg und war im 19. Jahrhundert die erste gepflasterte Straße des damals neu angelegten Stadtviertels. Die hier zutreffenden Eingemeindungen in die Stadt München erfolgten: zum 1. Januar 1877 die Gemeinde Sendling, zum 1. Januar 1890 die Gemeinden Laim und Neuhausen (Friedenheim).

## Verlauf, Bauwerke und Sehenswürdigkeiten in und an der Straße
Die Straße endet auf einem großen Parkplatz. Der Parkweg Gilmstraße verläuft von dort in gleicher Richtung nach Süden weiter zwischen Westpark und dem Schul- und Sportgelände im Park der ehemaligen Taubstummenanstalt. Nun befinden sich dort zur Fürstenrieder Straße hin das Erasmus-Grasser- und das Ludwigsgymnasium sowie das Studienhaus Albertinum.

## Anlieger
- Auf der Nordseite der Straße stehen entlang eines ganzen Straßenblocks (zwischen Nr. 32 und 66) die Rückgebäude der Augustiner-Brauerei
- Nr. 66 A: das Städt. Jugendzentrum/Kunstlabor Salon/Köşk. Es steht auf dem Eckgrundstück Westend-/Schrenkstraße der Kirche St. Benedikt mit Nebengebäuden (2-8); dort wurde 1882 die Benediktusschule eröffnet (vormals Nr. 8; Umbenennung 1900 in Schrenkschule). Dort gibt es auch eine kleine Gartenfläche mit Übergang in die Hinterhöfe.[5]
- Nr. 76, D’Schwanthalerhöh: Kultur- und Vereinskeller: Konzerte von Musikern und Bands aus der Region, Ausstellungen
- Nr. 86, Stadtteilbüro der Stadtverwaltung
- Nr. 95, hier war bis 1979 die ehemalige Fassfabrik Drexler. Im Hof erinnert daran eine Bronzeplastik »Fass ohne Boden« von Joseph Michael Neustifter.[6]
- Nr. 141, ein Geschäft und die Wohnung der Eheleute Leopold Moskovitz befanden sich hier. Es wurde nach Zerstörungen im November-Pogrom der Nazis in 1938 „arisiert“ (enteignet). Die Eheleute konnten noch lebend, bzw. nach den damaligen Machtverhältnissen, sie mussten emigrieren.[7]
- Nr. 173-175, Gewerbehof Westend, ehemals das Metzeler-Fabrikgelände zwischen Westend-, Gollier- und Trappentreustraße[8][9]
- Ehemaliger Tram-Betriebshof 3 zwischen Zschokke-, Barmer- und Westendstraße. Inbetriebnahme 1934; 1993 stillgelegt und abgebrochen:[10]
- Technologiezentrum

## Denkmalgeschützte Gebäude

### Galerie zur Straßen-Nordseite
Eine Bildergalerie denkmalgeschützter Gebäude:

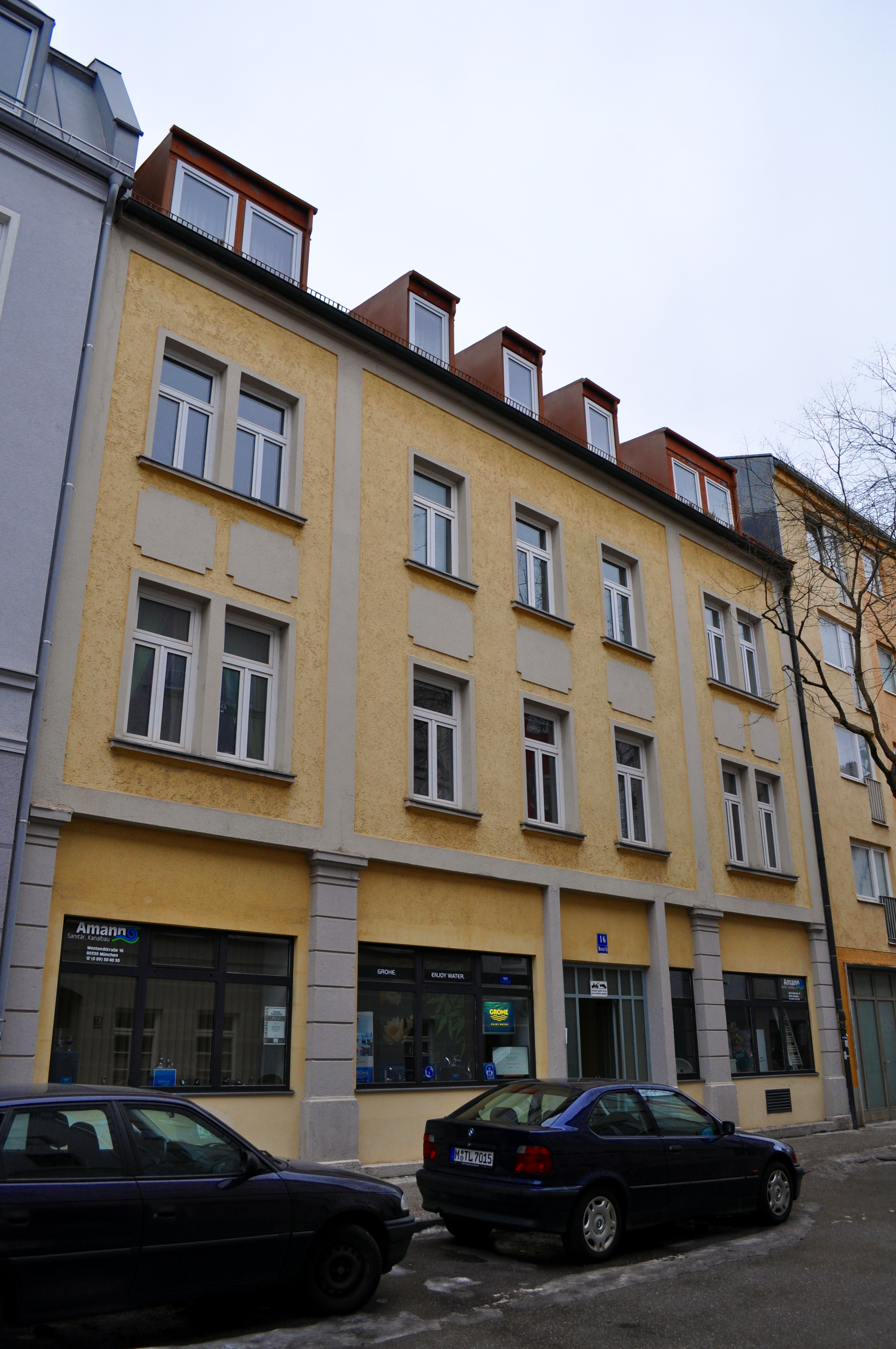
Haus-Nr. 16, von 1899
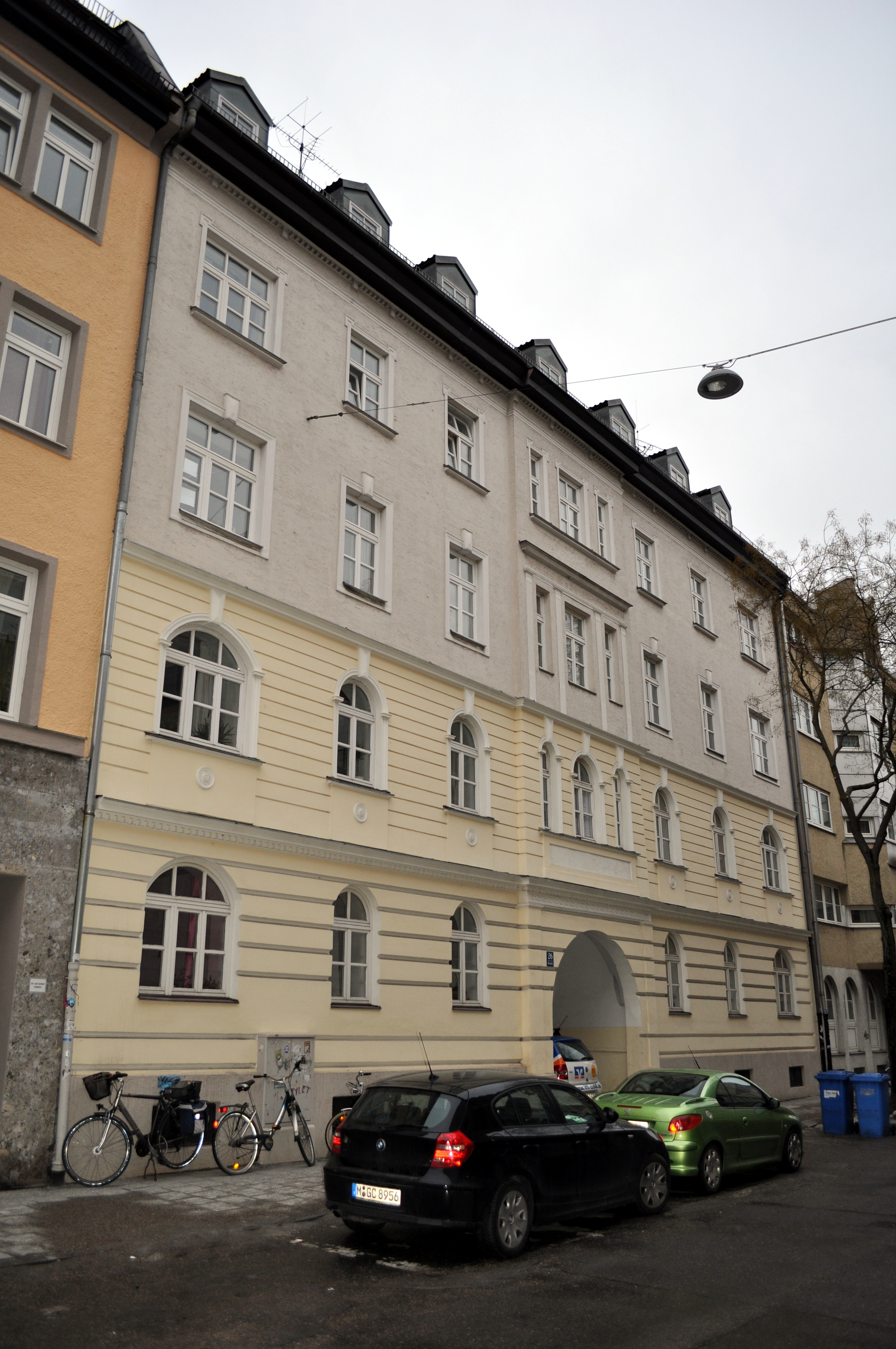
Nr. 26, 1877
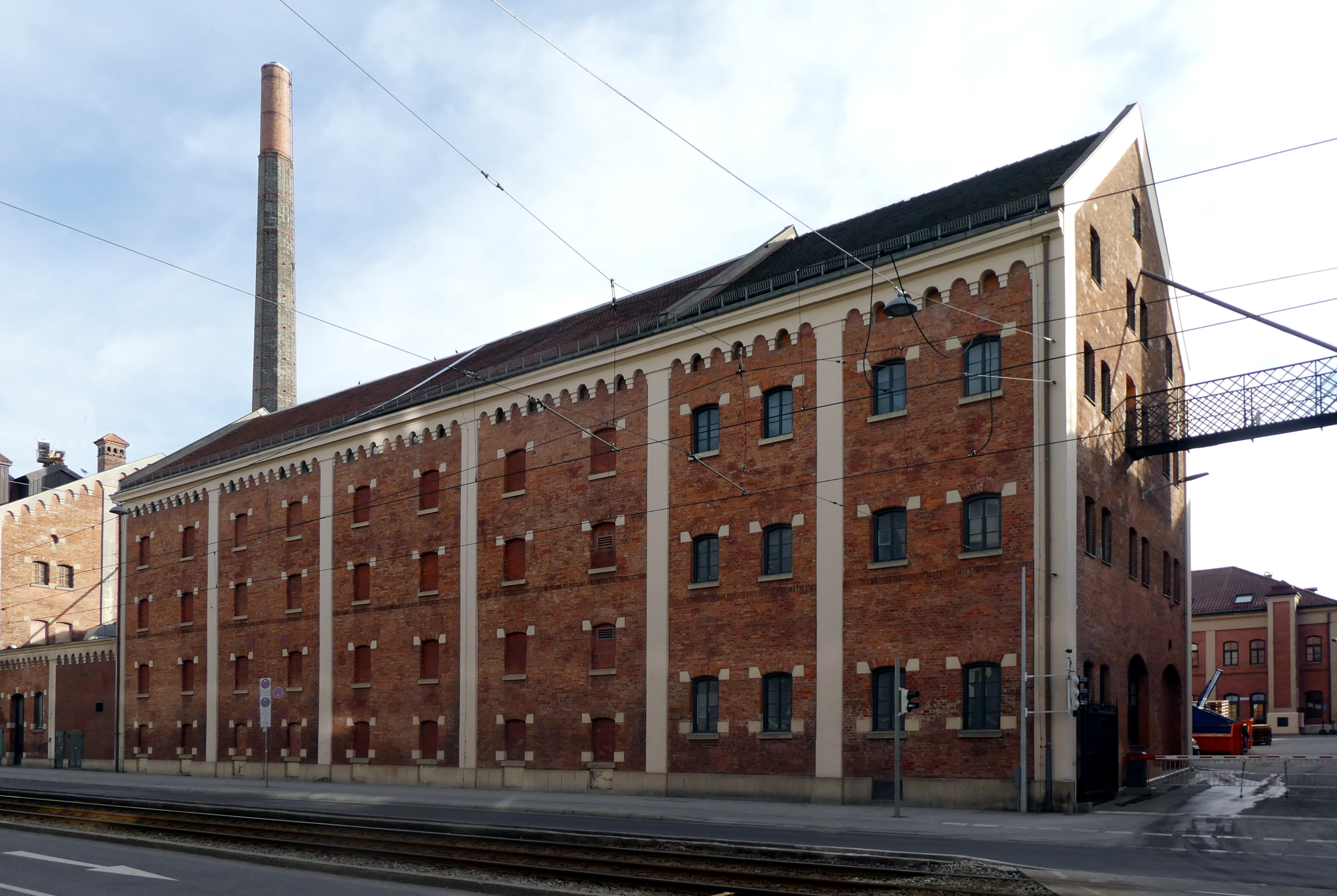
32–66, Rückgebäude dieser Brauerei
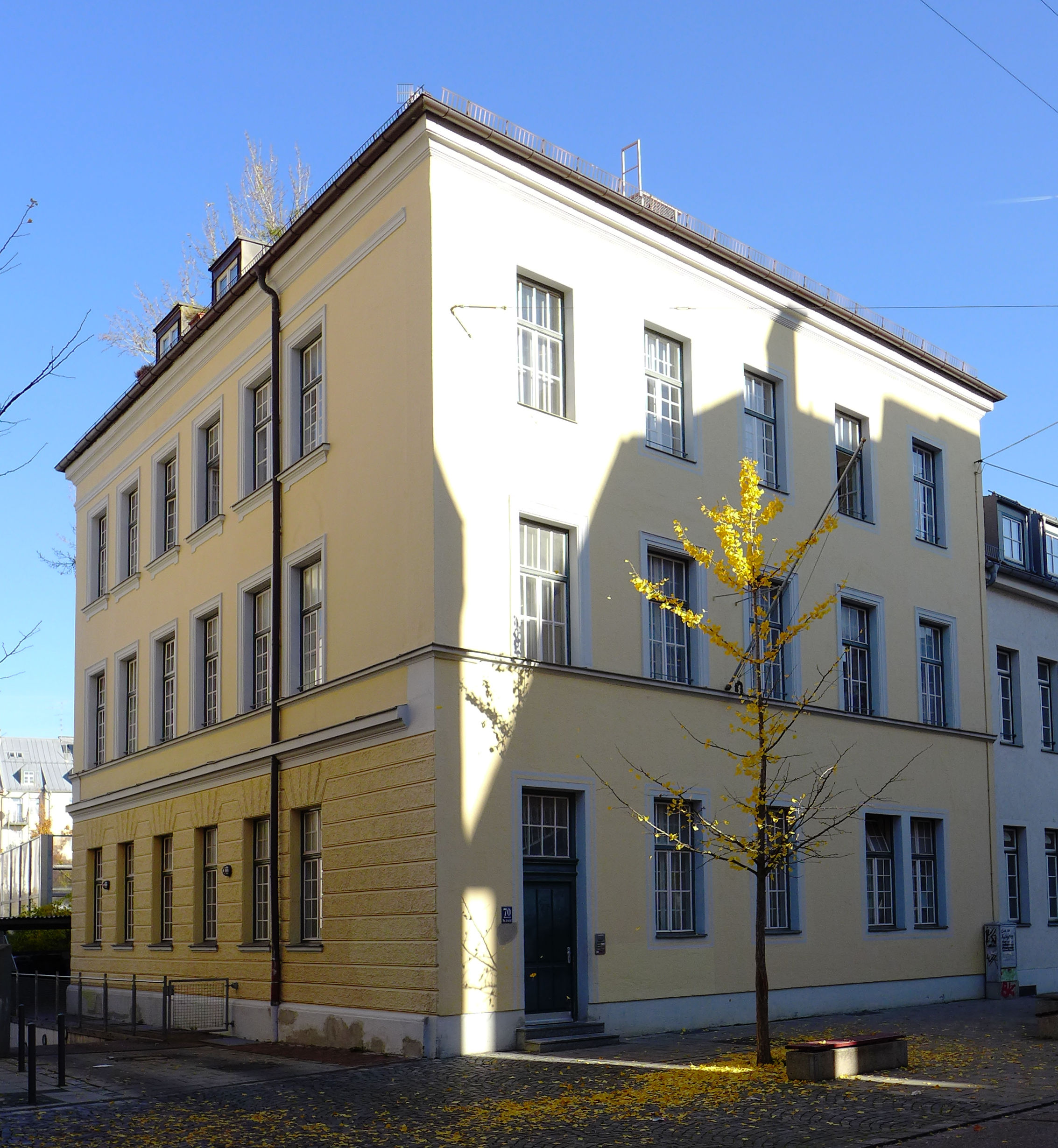
Nr. 70, 1898
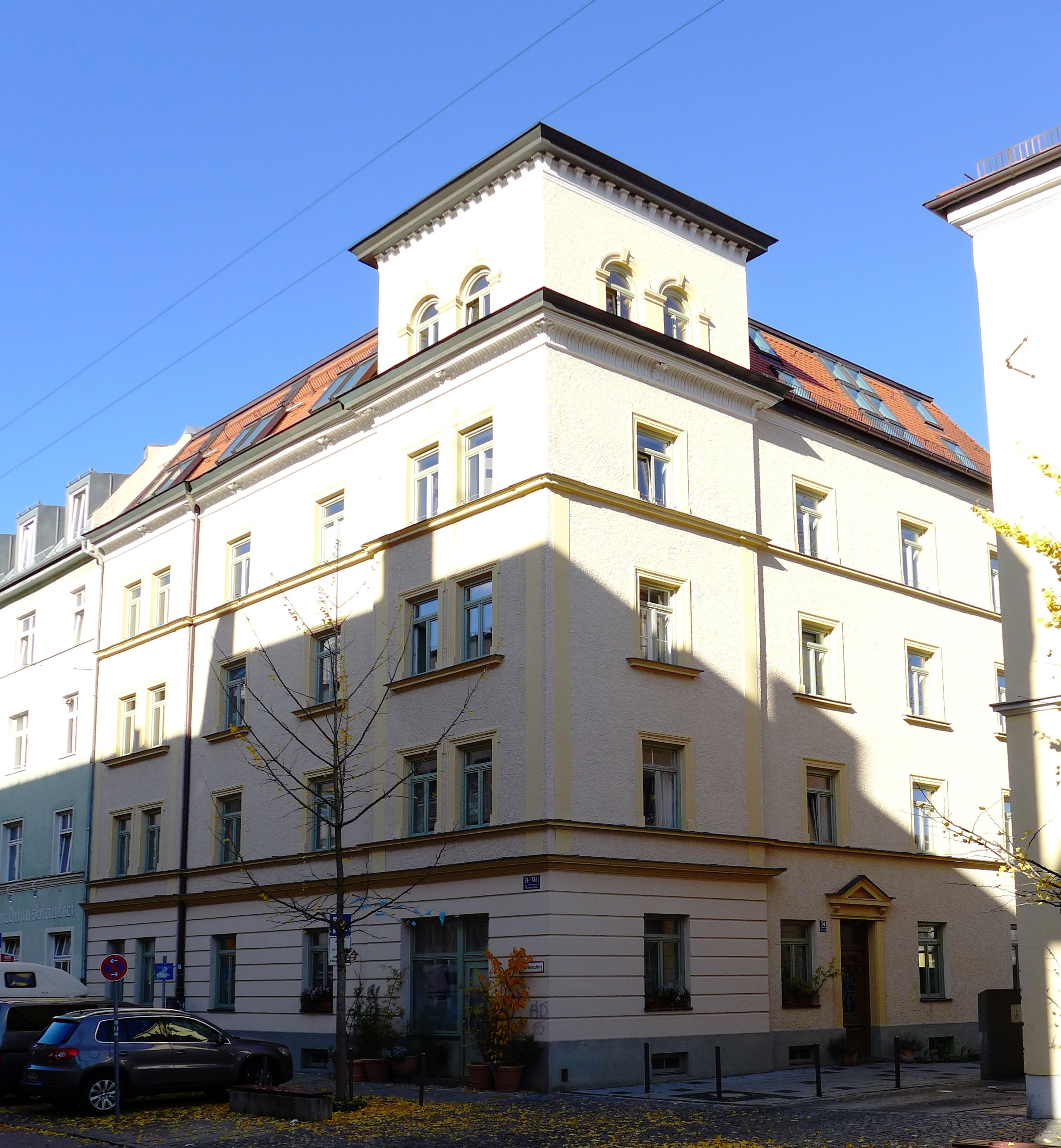
Nr. 74, 1889
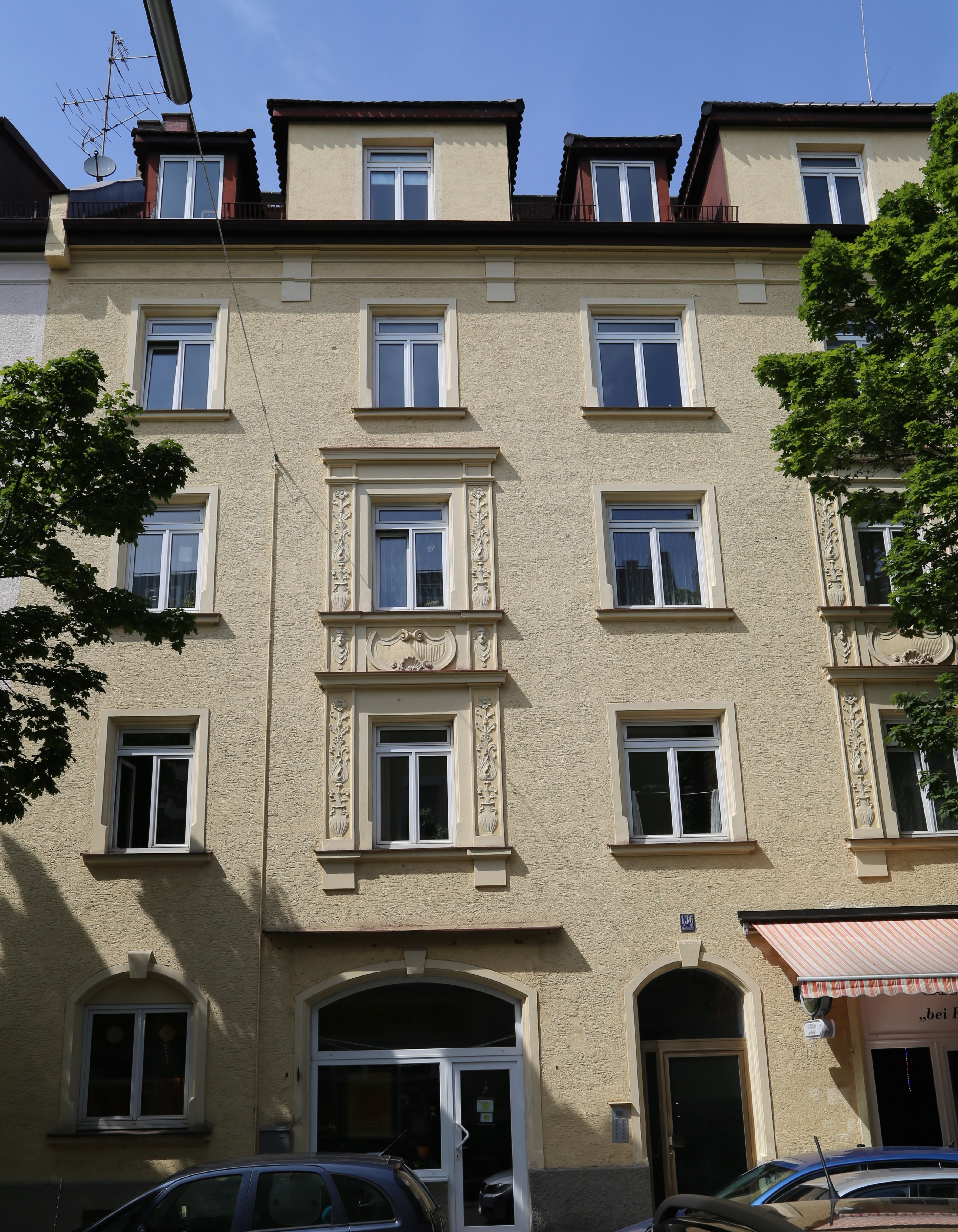
Nr. 136 u.
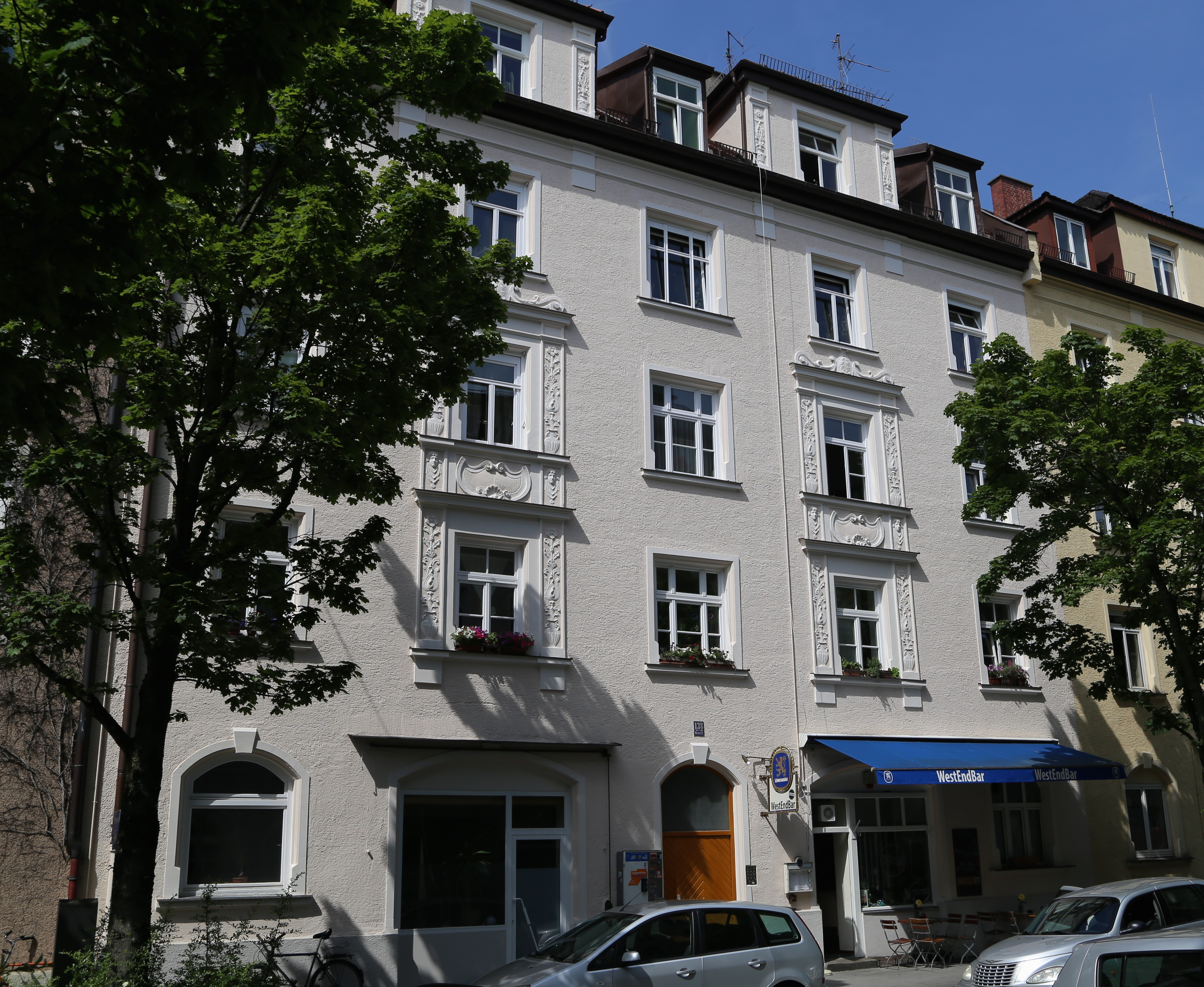
138, Hausgruppe, 1889
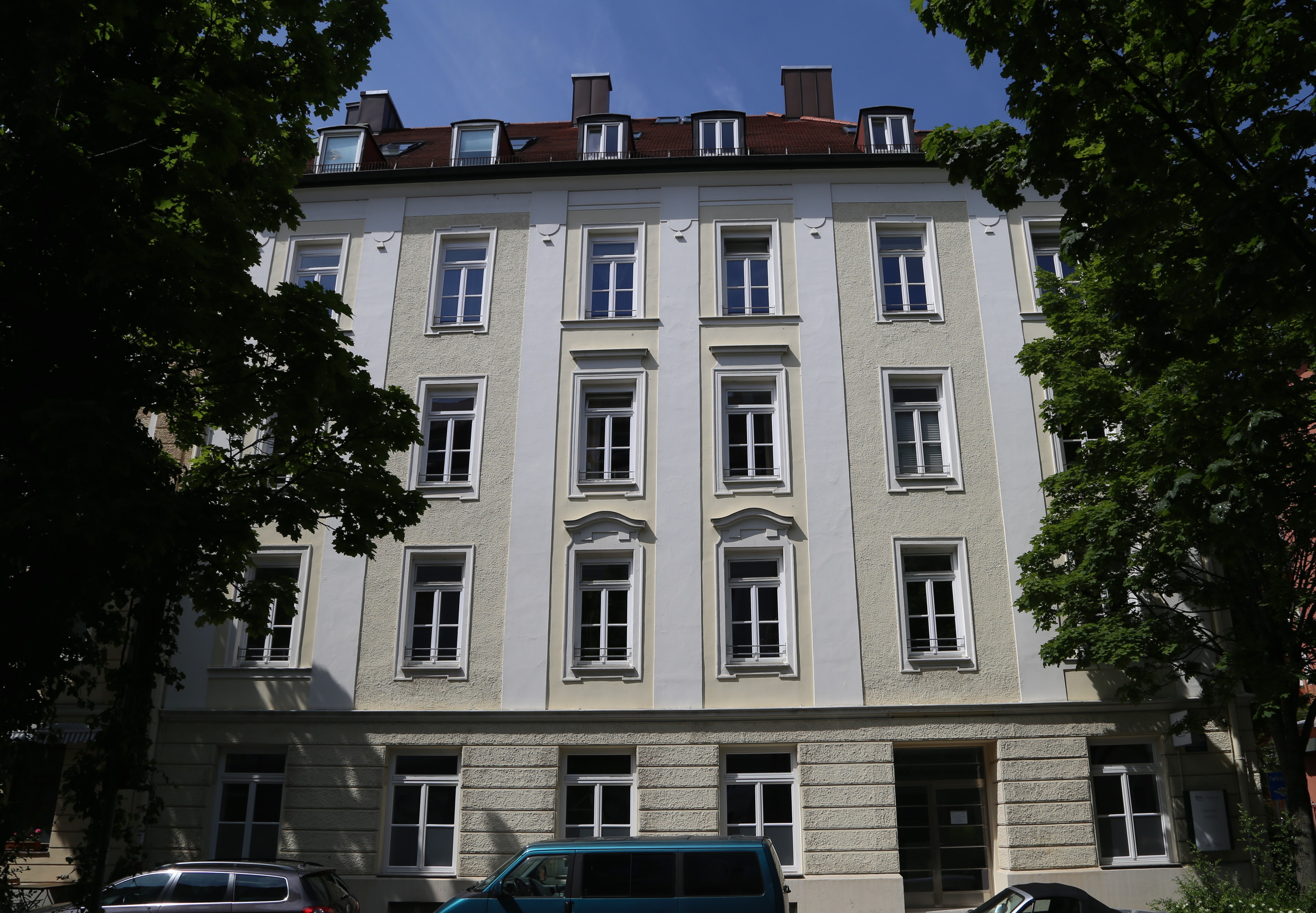
Nr. 146, 1900
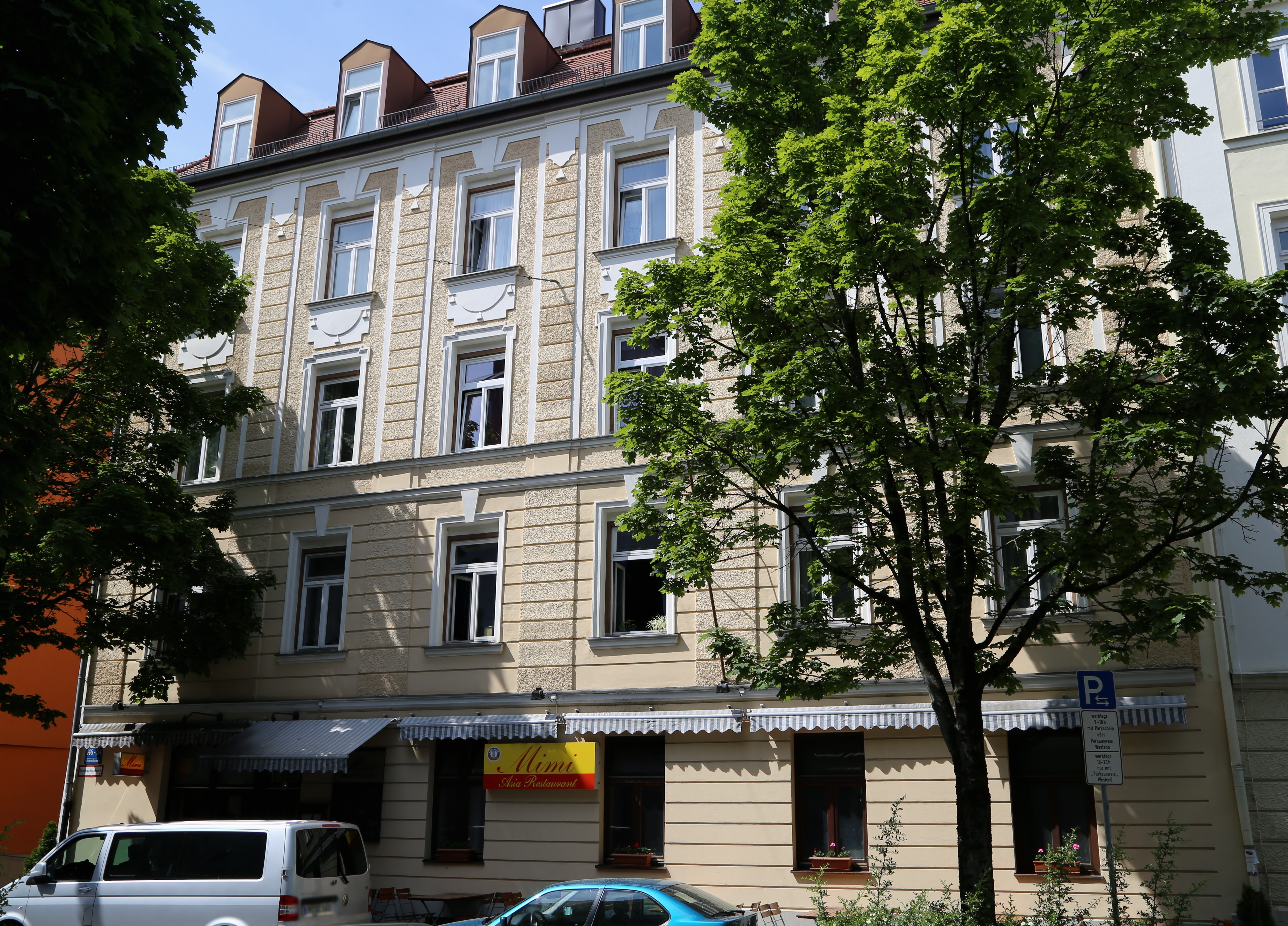
Nr. 148, 1901

### Galerie von Häusern der Straßen-Südseite

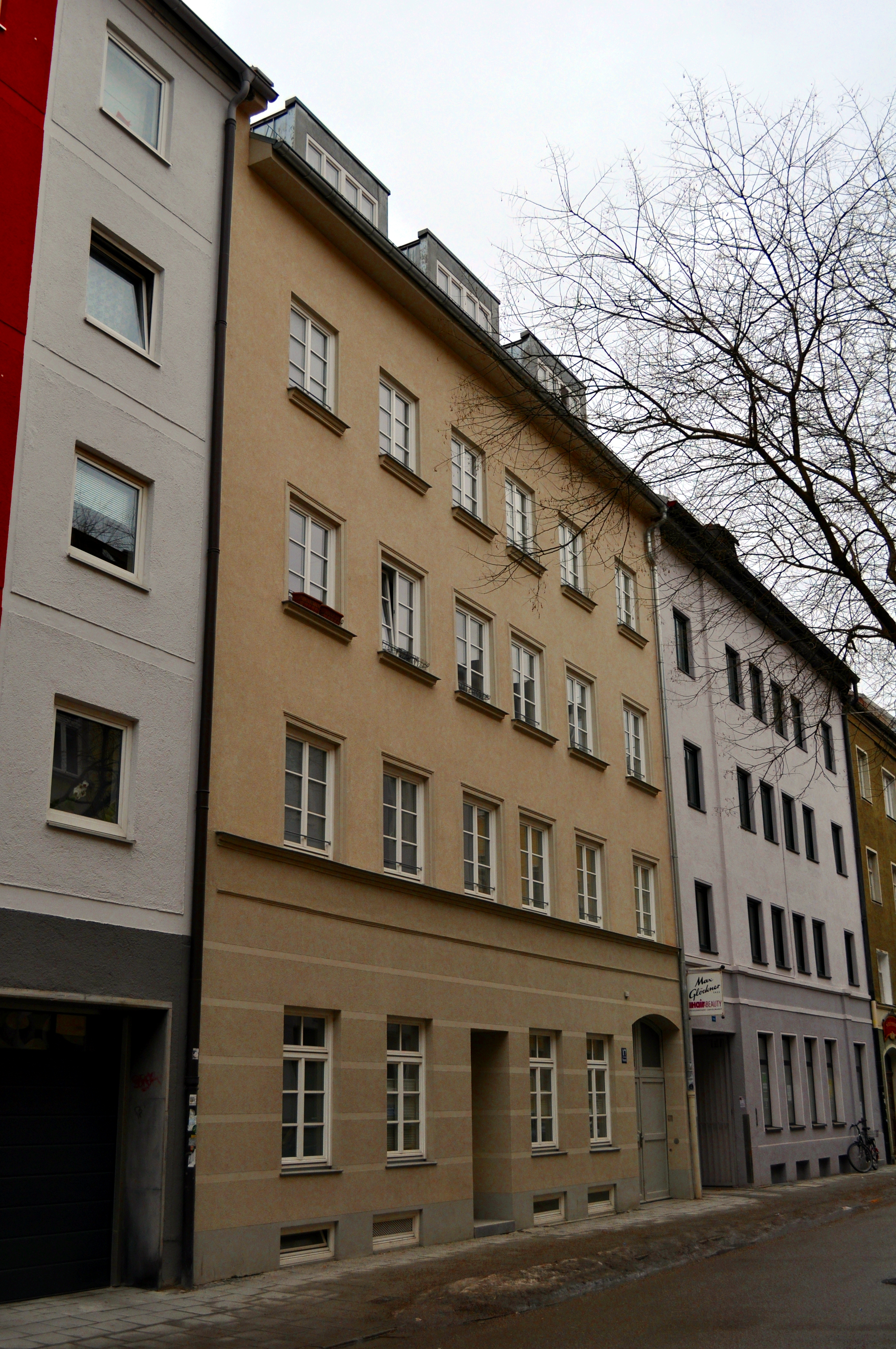
Nr. 17, um 1875
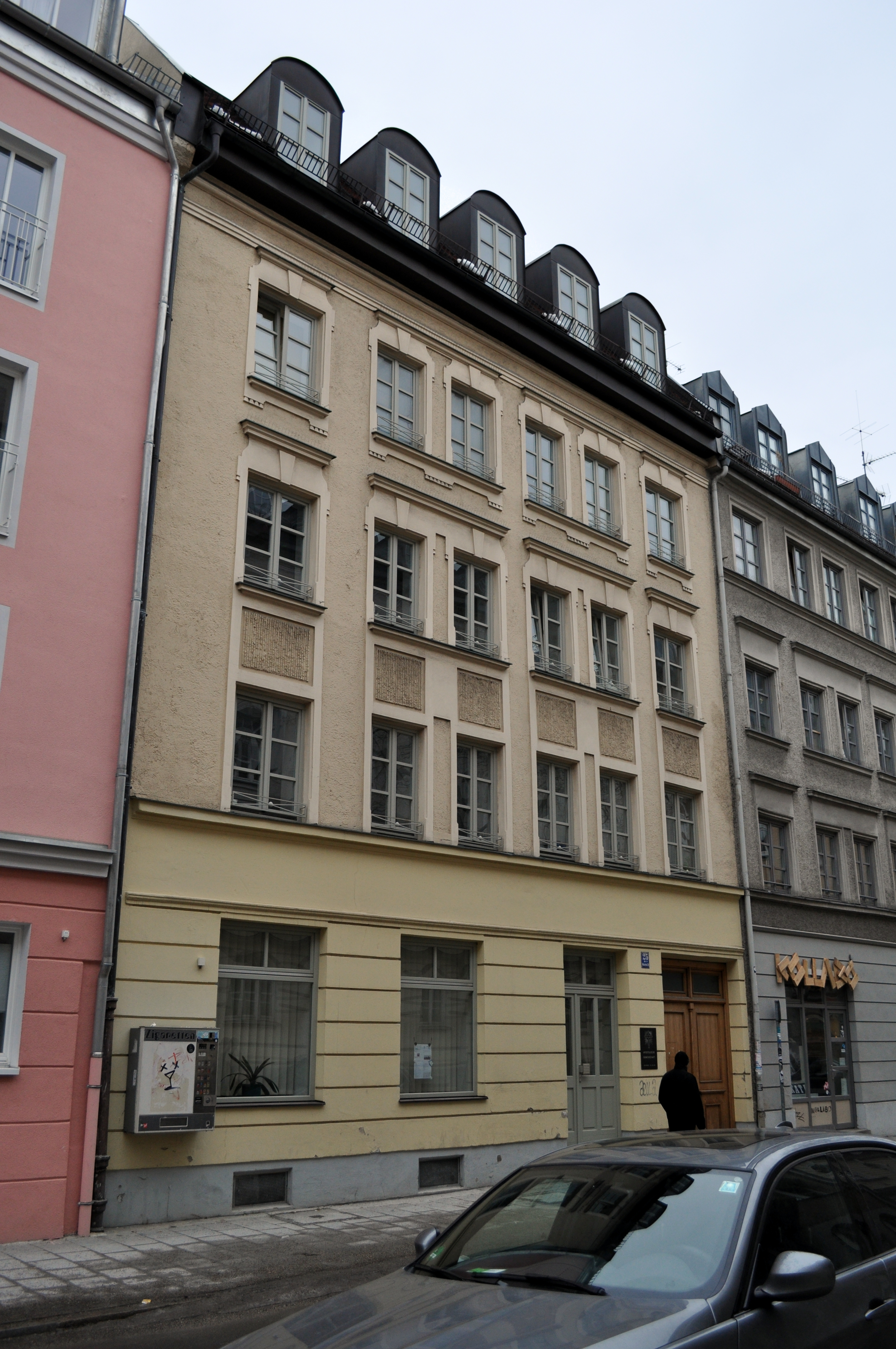
Nr. 25, 1874
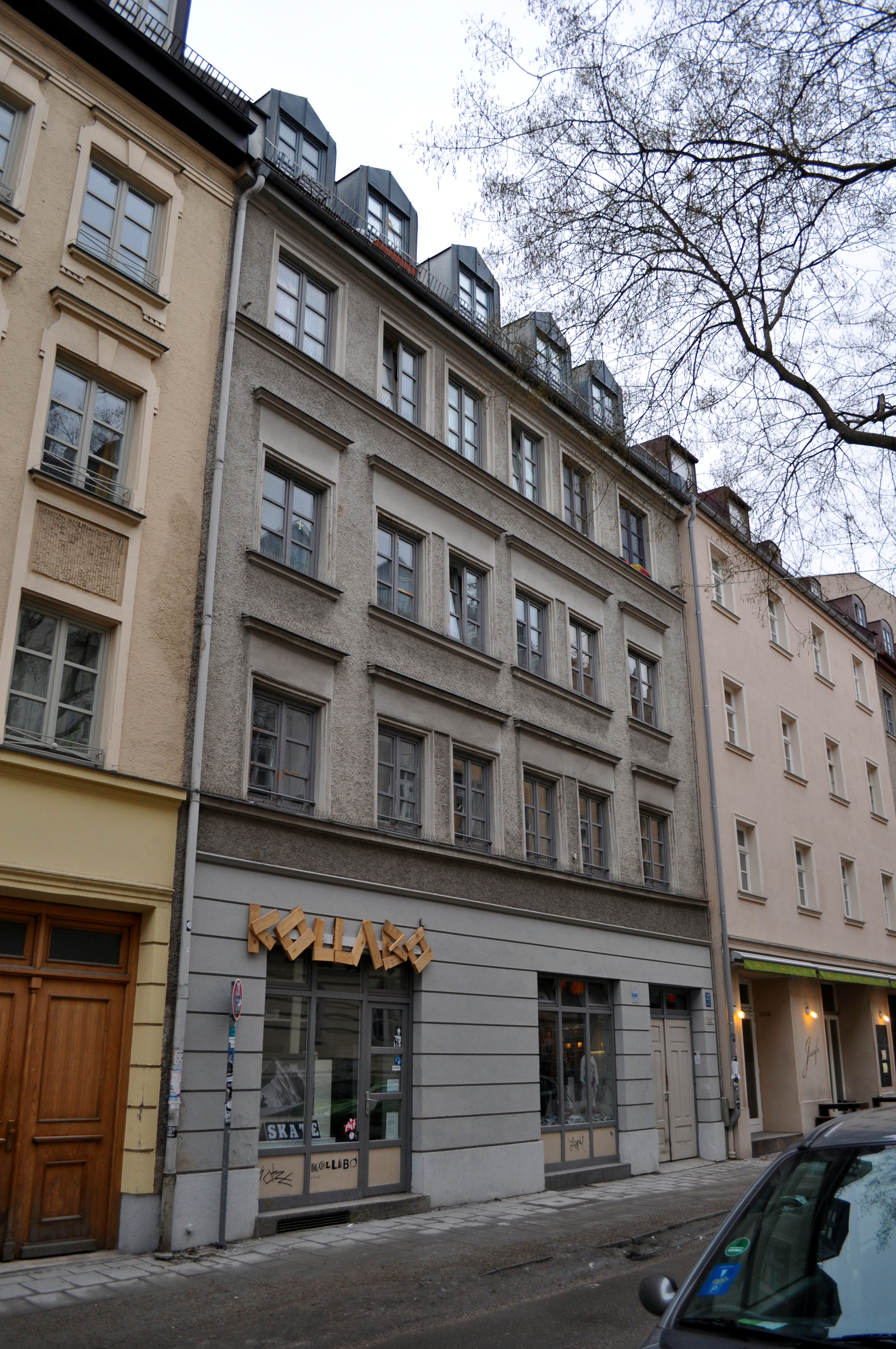
Nr. 27, 1874
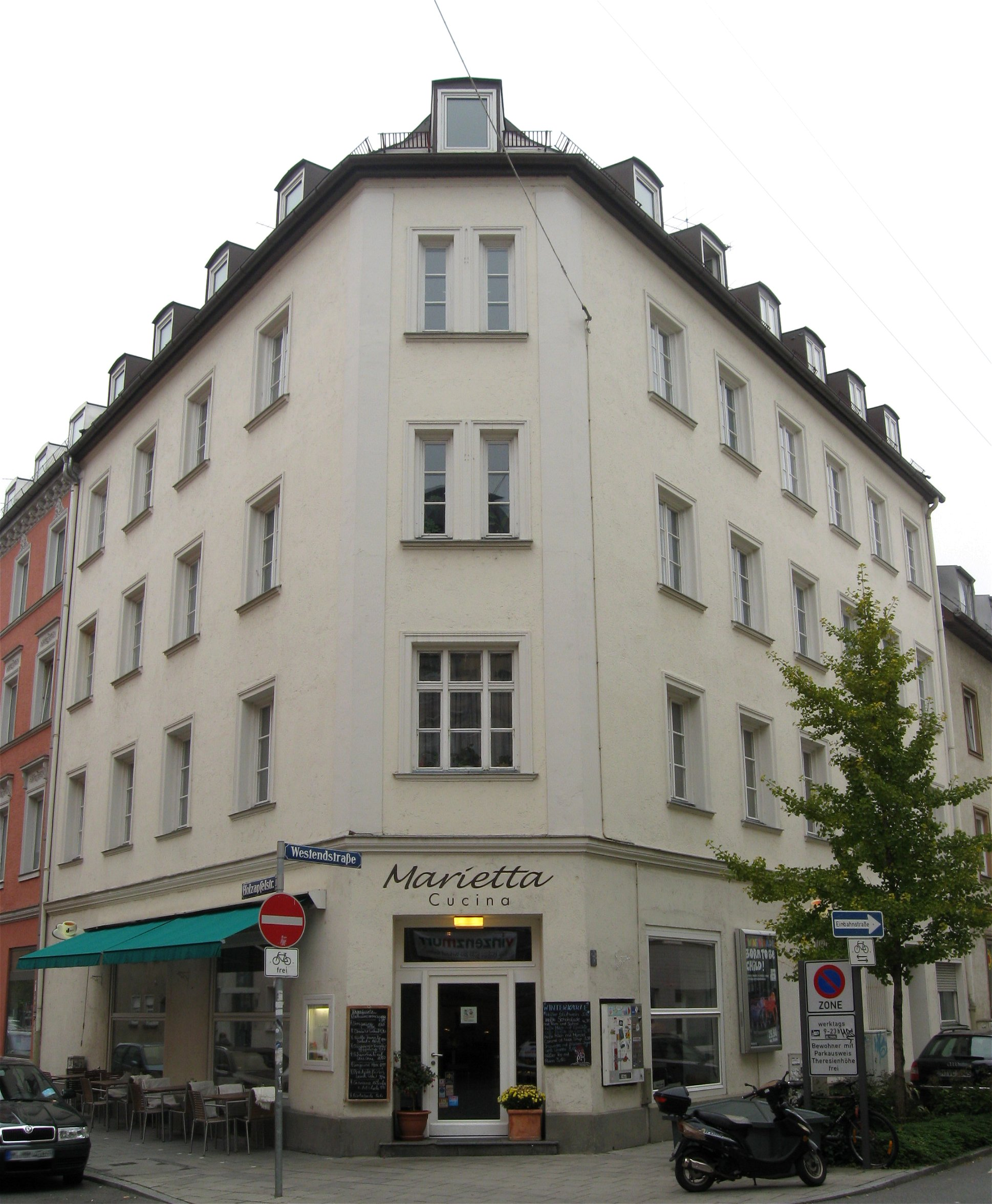
Nr. 33, um 1875
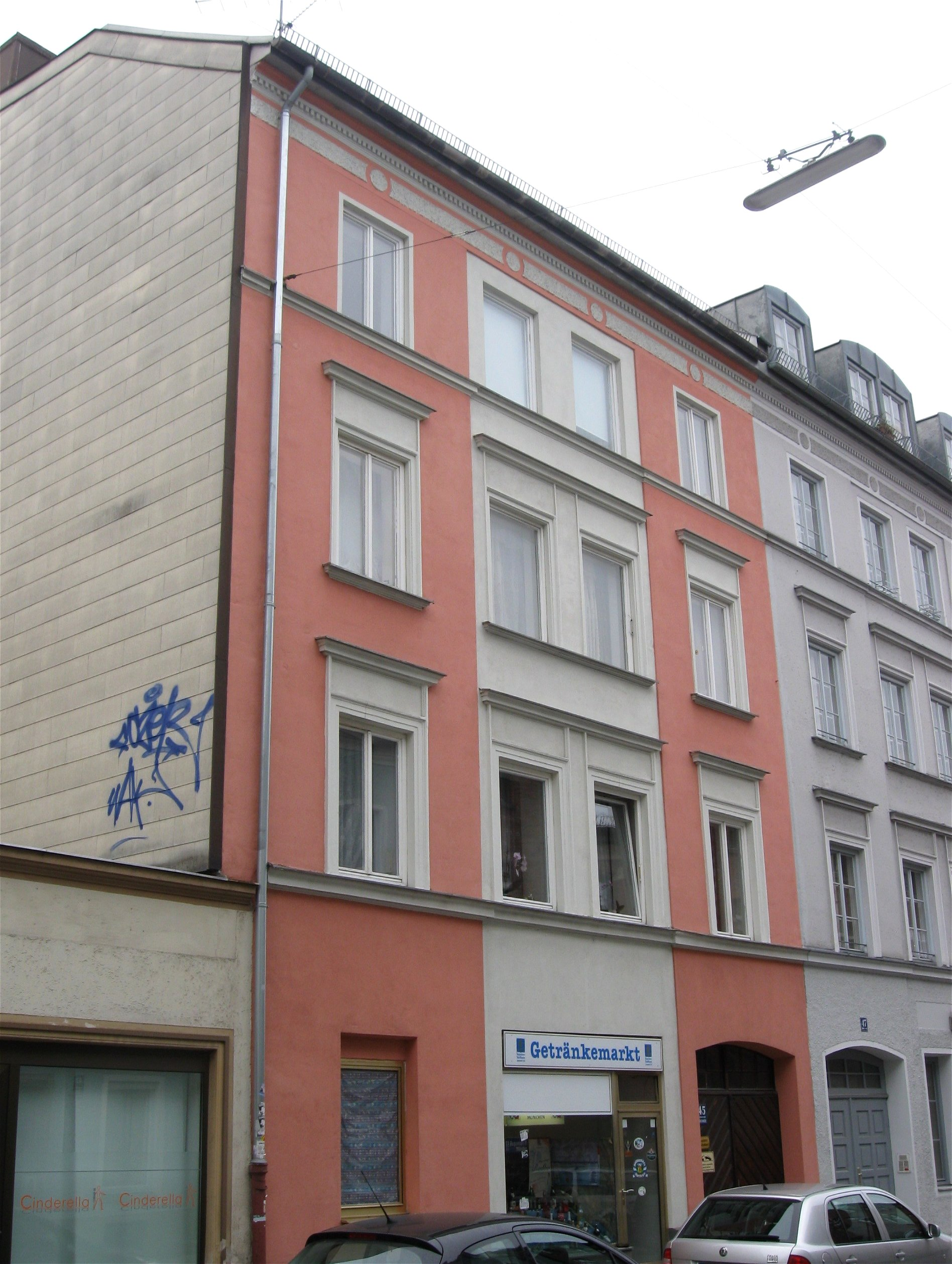
Nr. 45
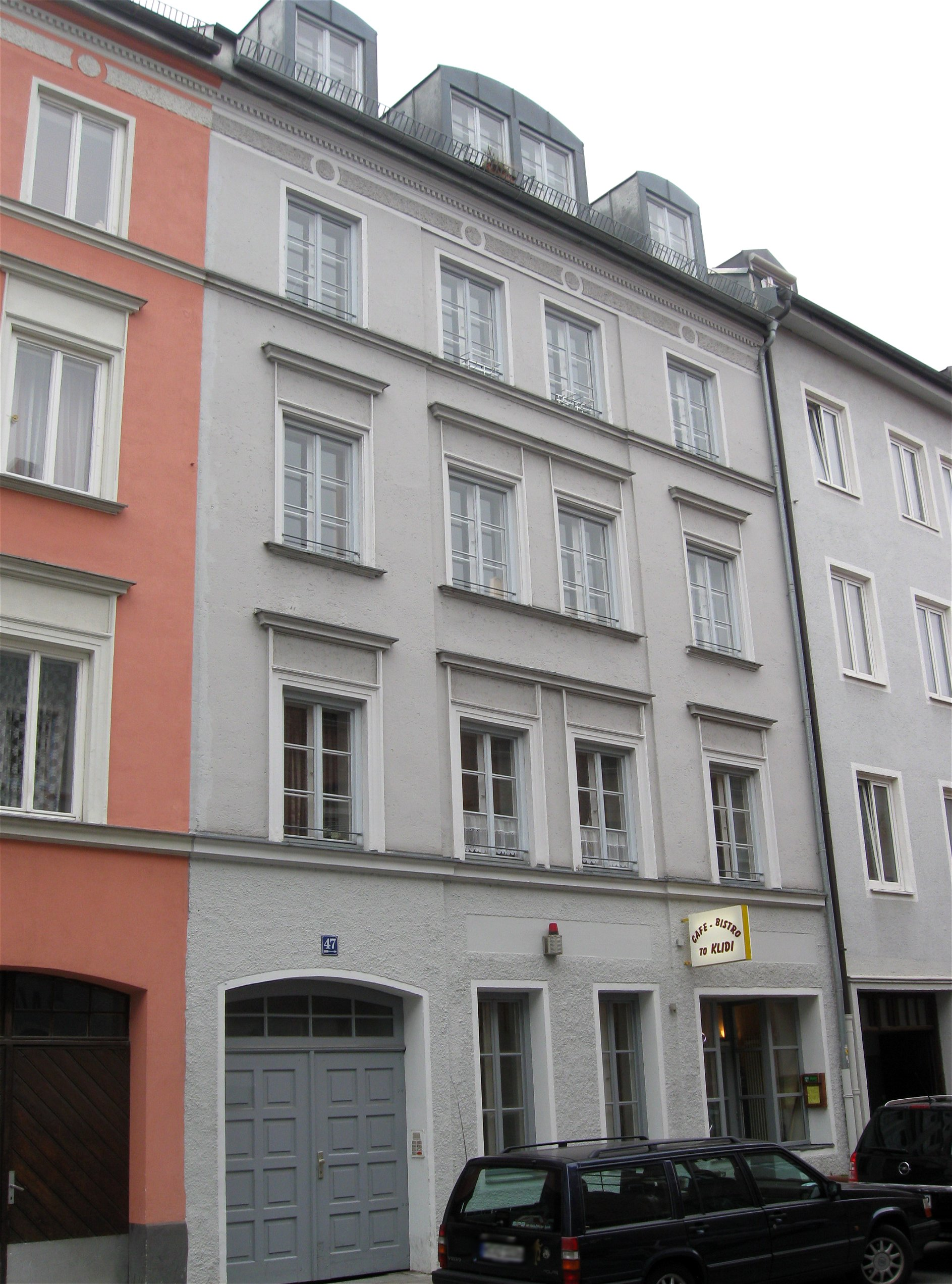
Nr. 47, Hausgruppe, 1874
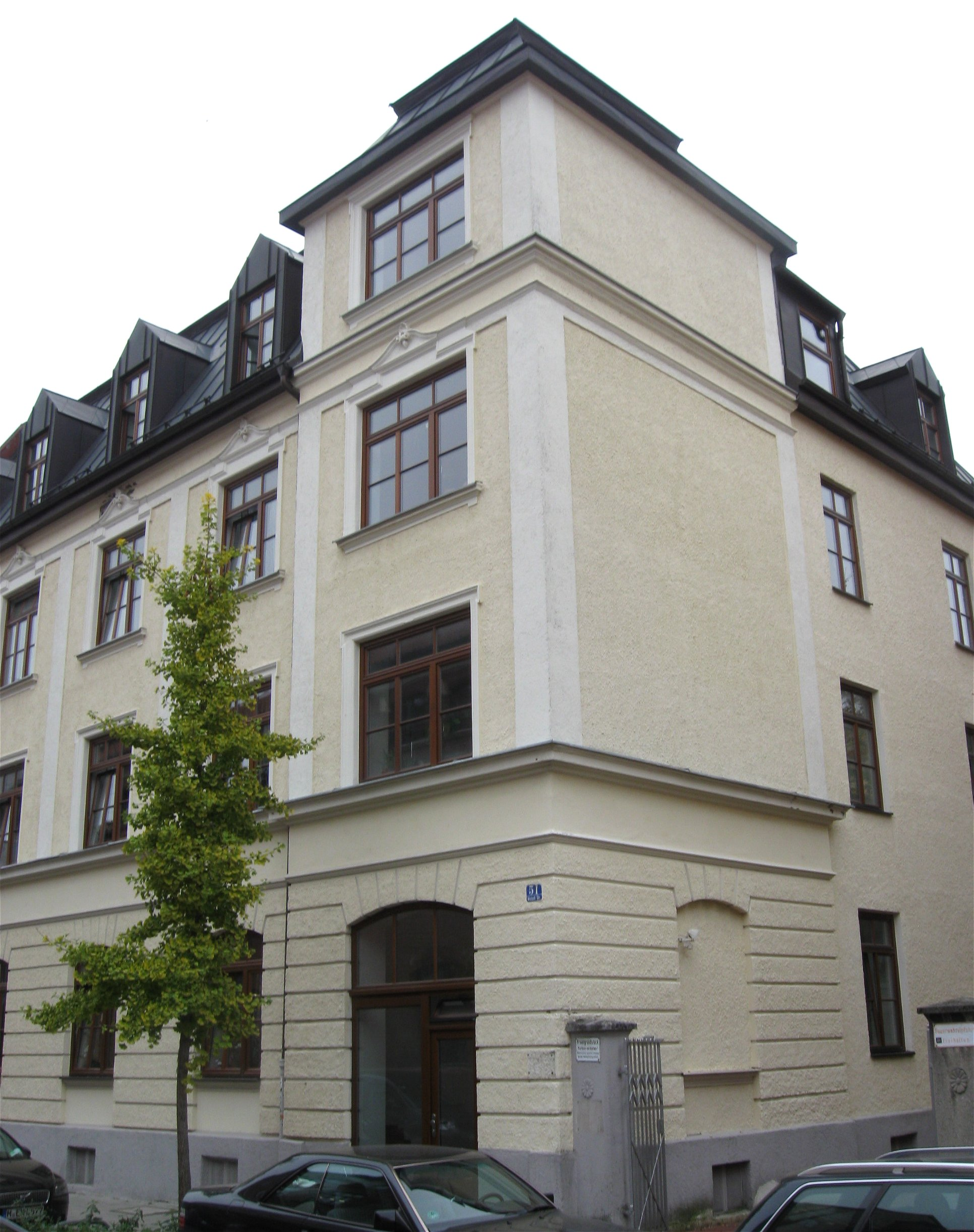
Nr. 51, 1894
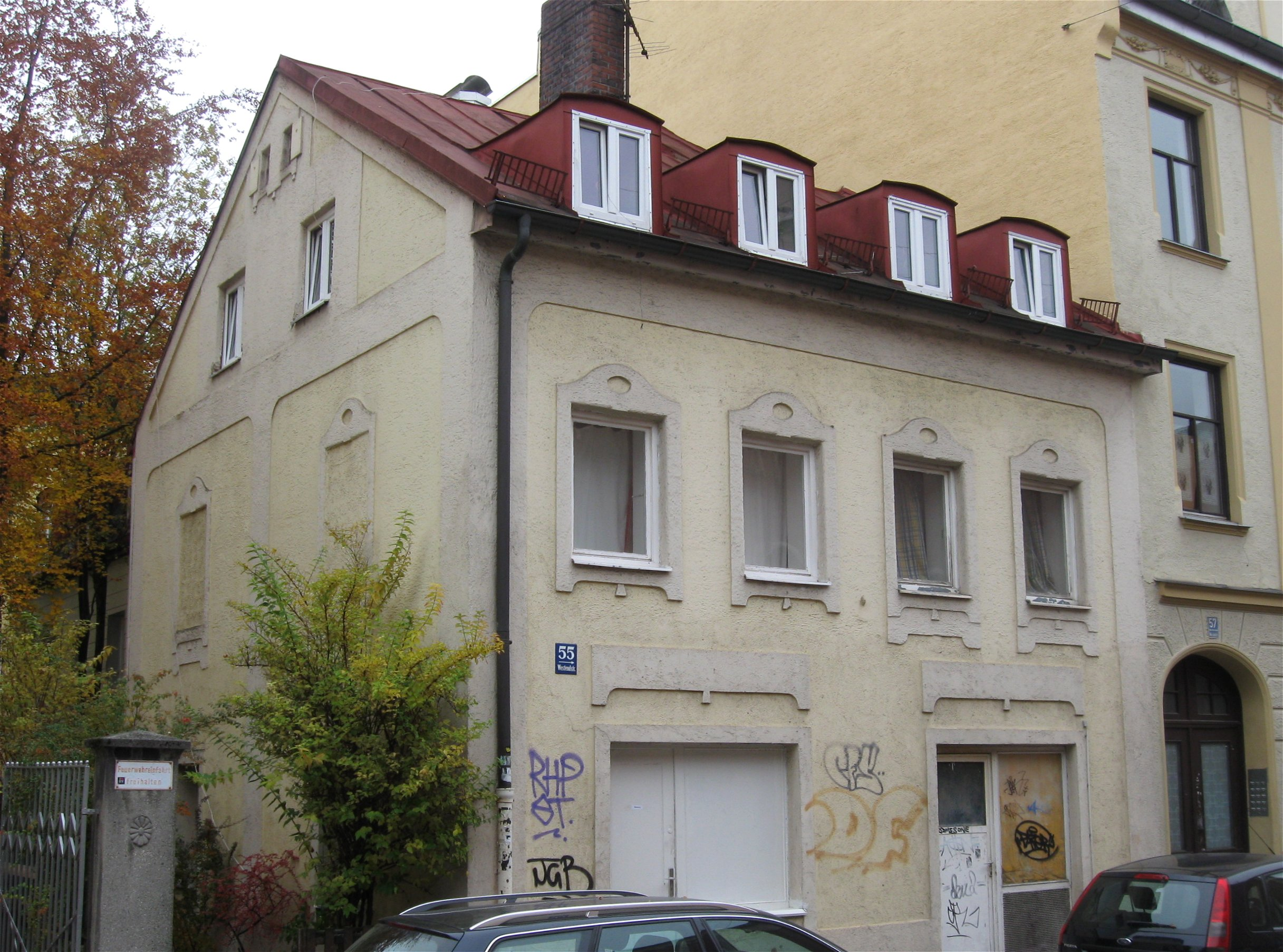
Nr. 55, um 1875
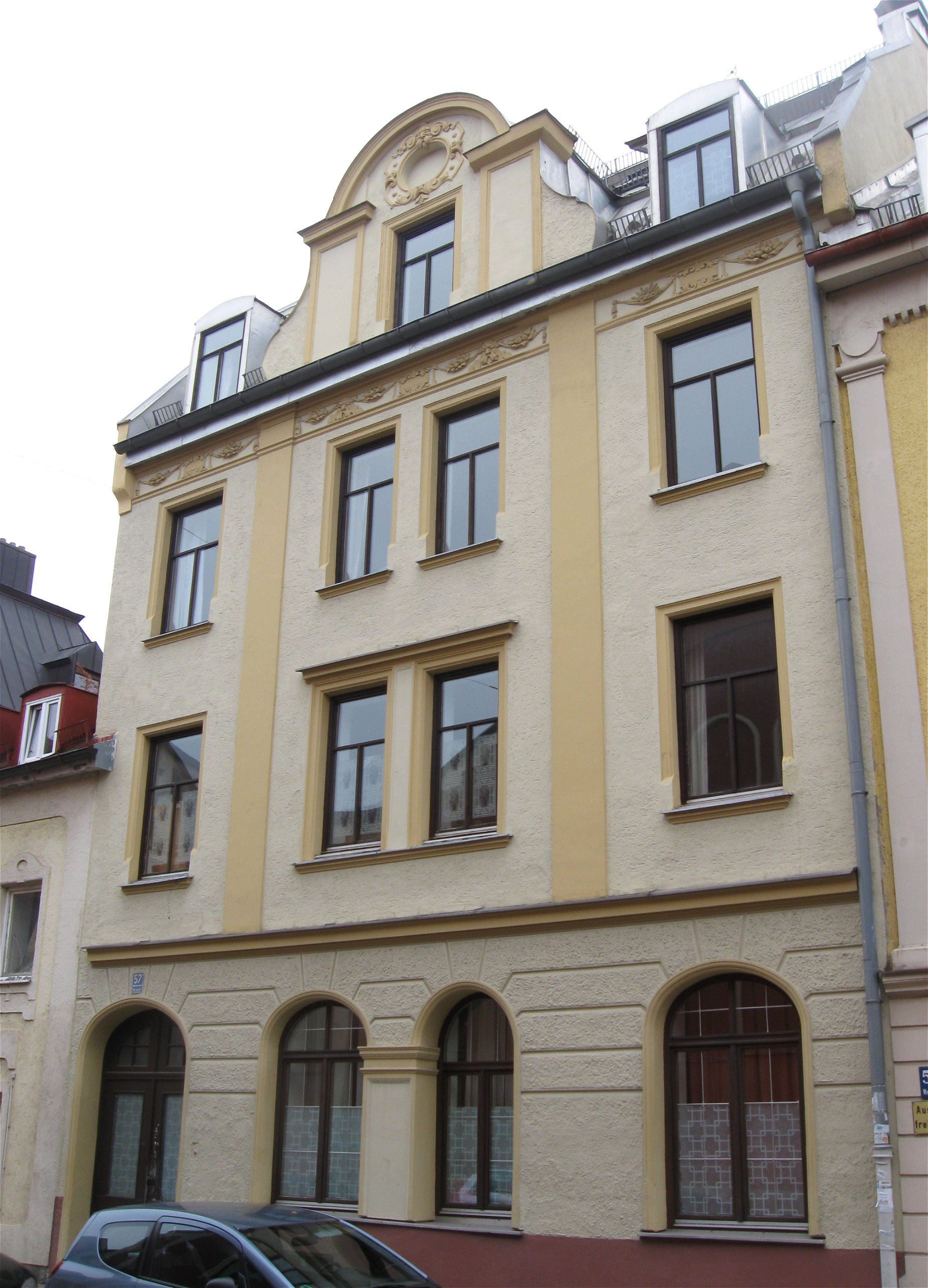
Nr. 57, 1902
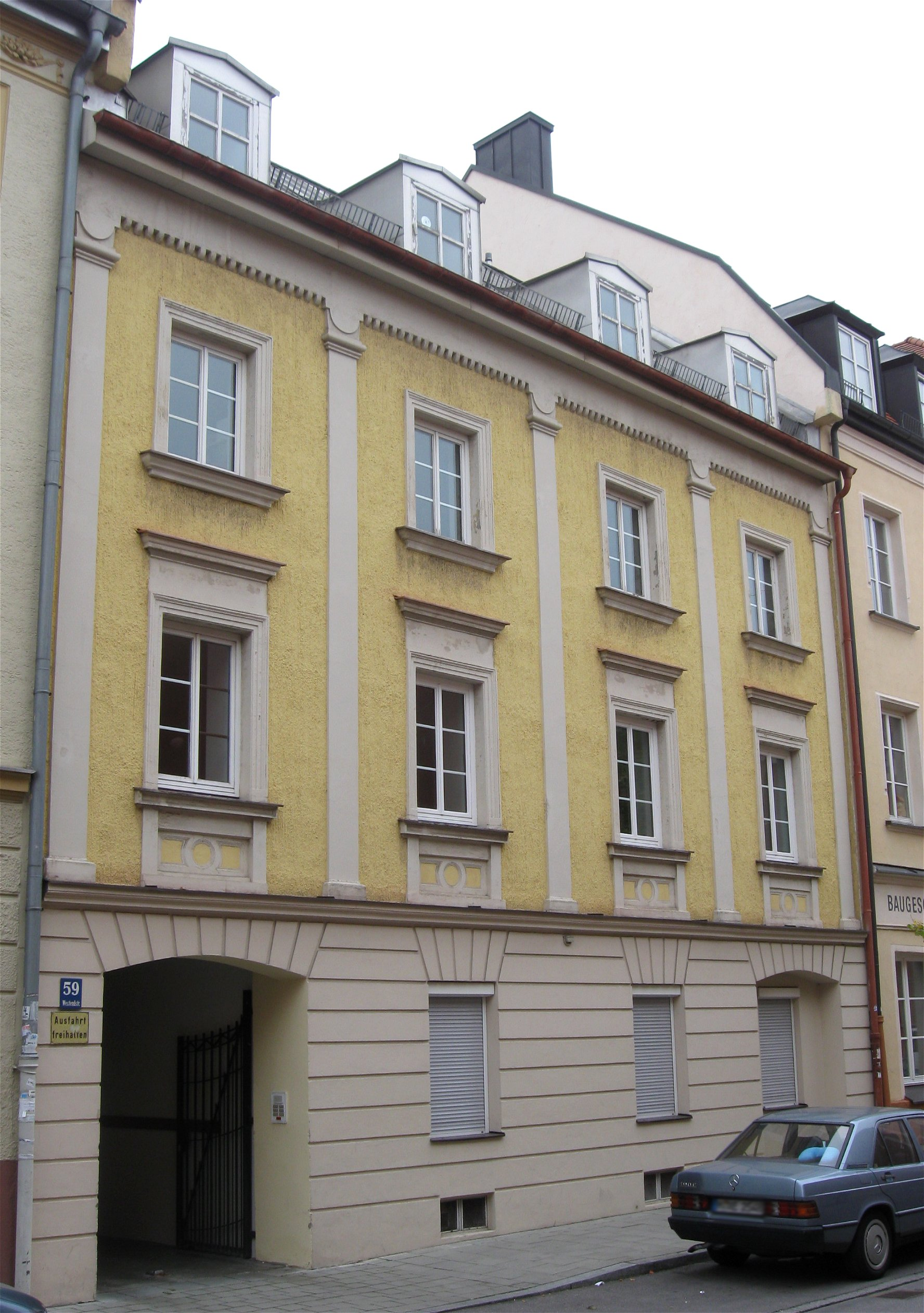
Nr. 59, 1864
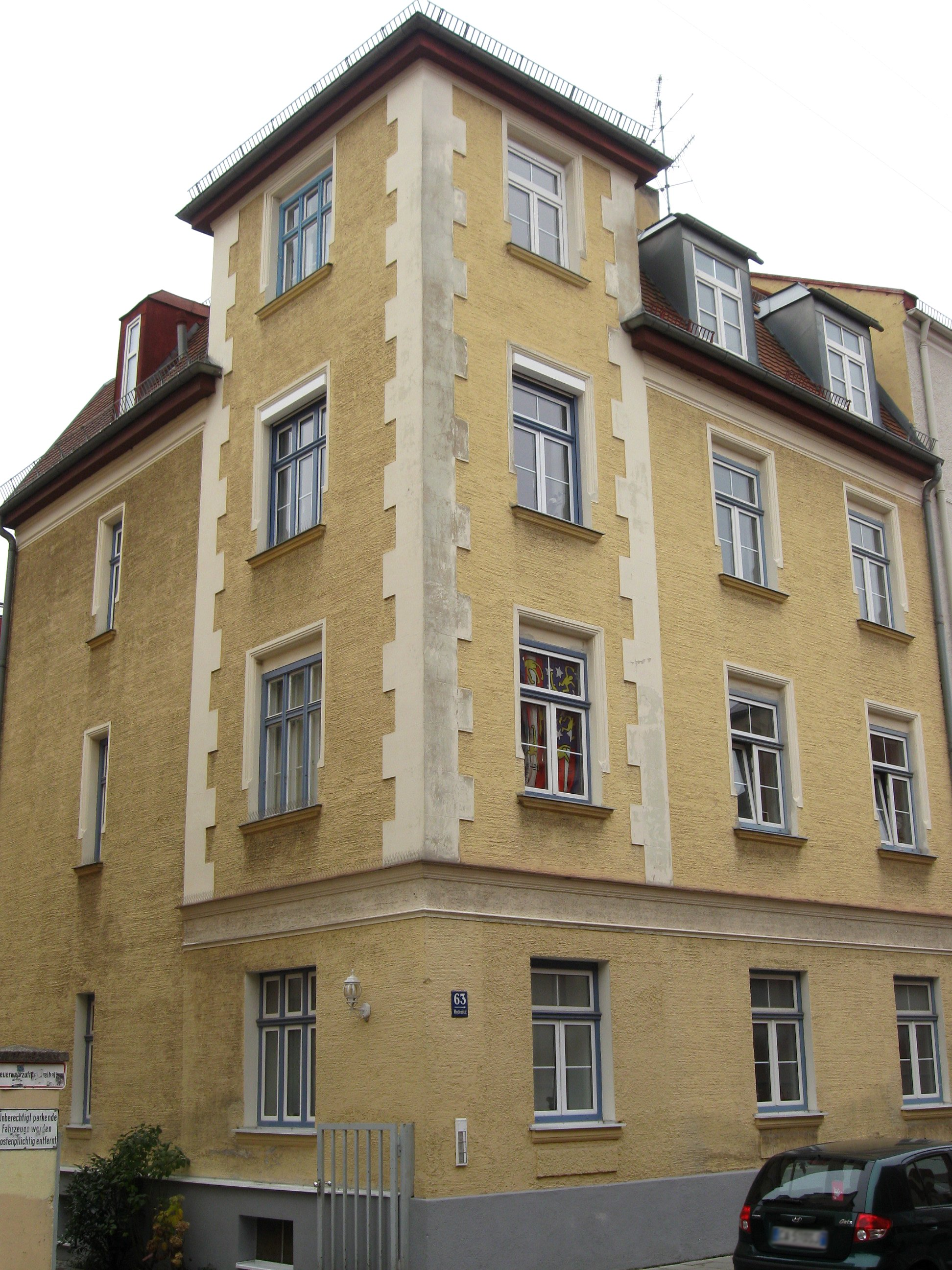
Nr. 63, 1903
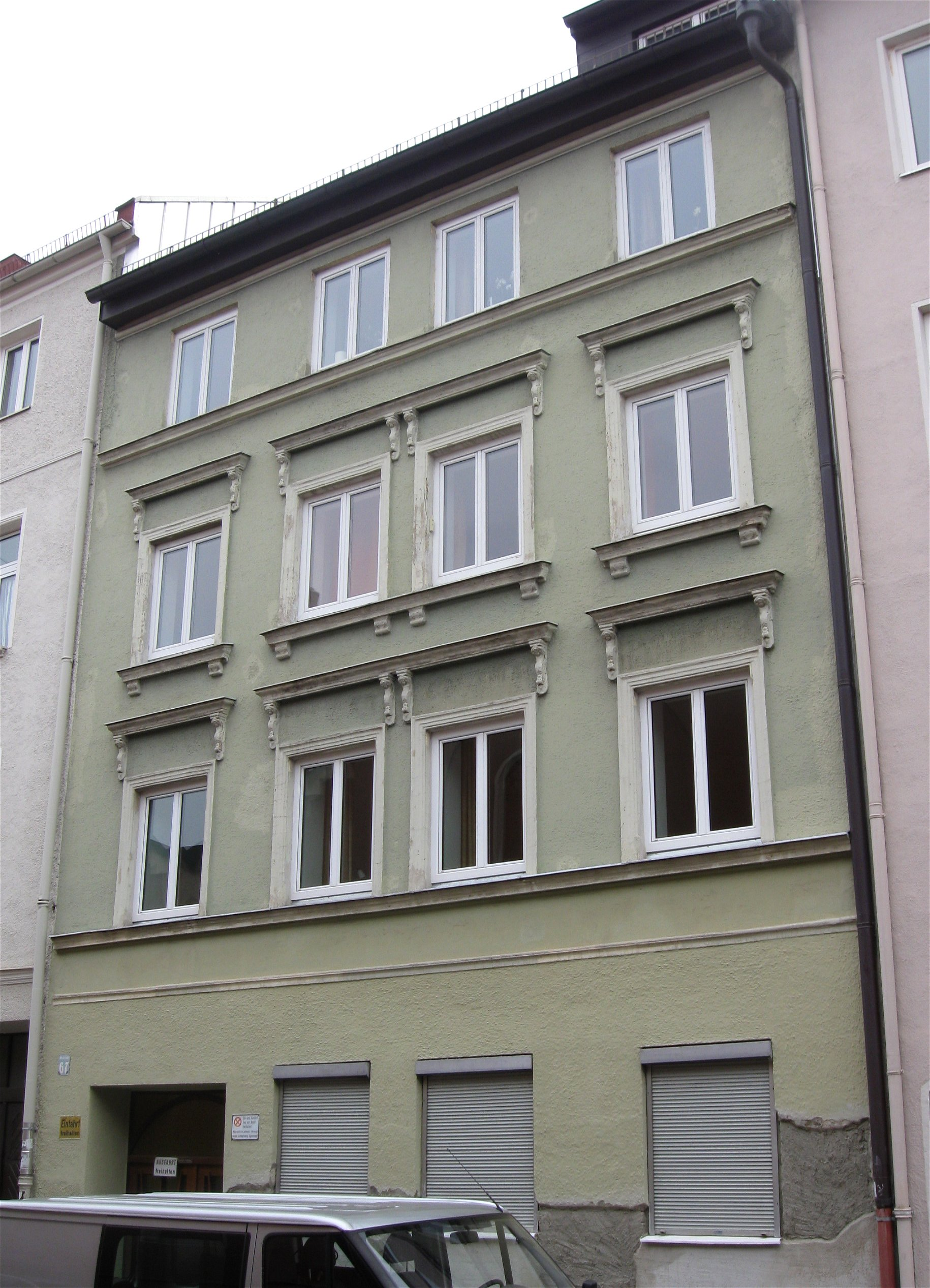
Nr. 67, 1874
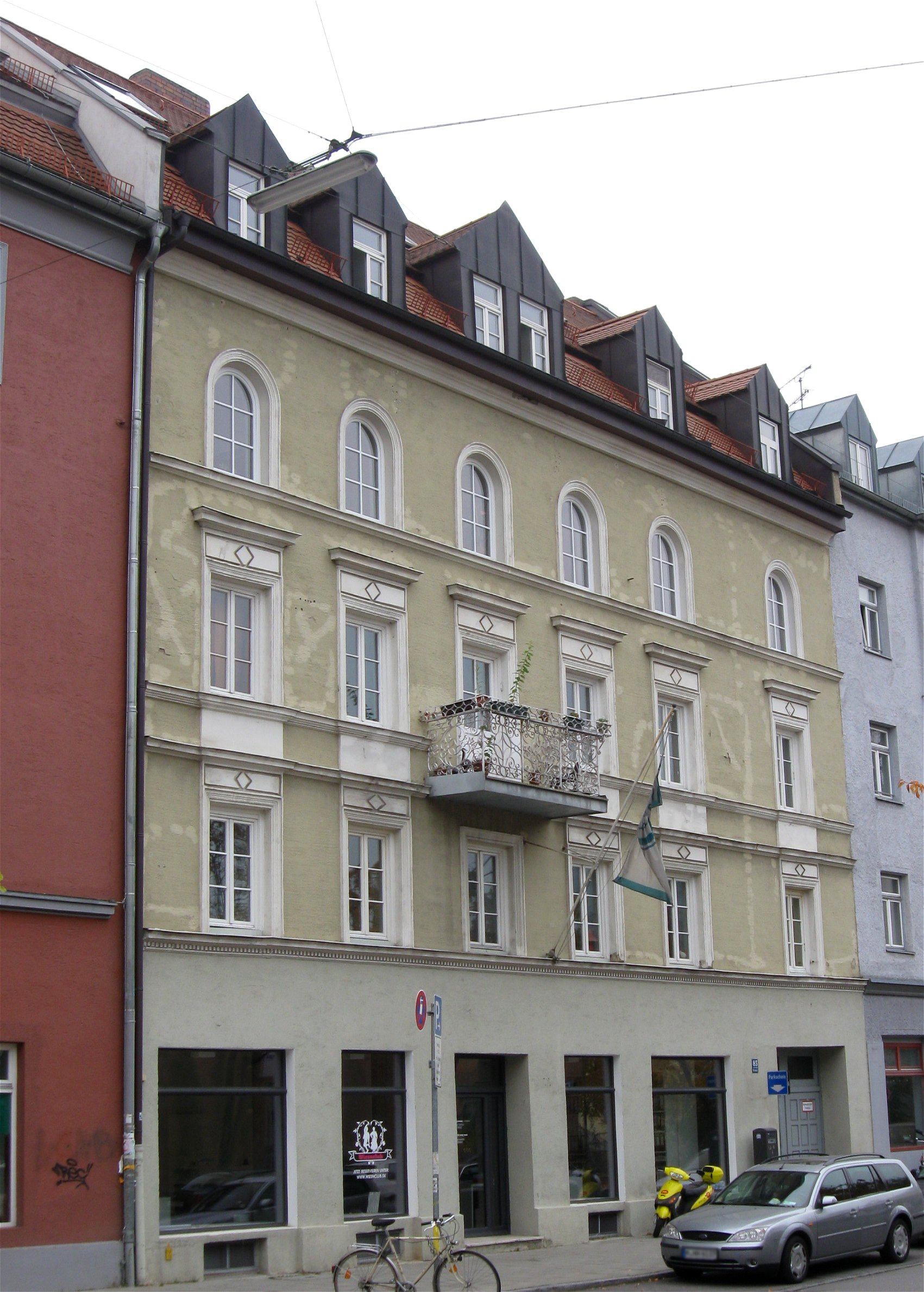
Nr. 85, 1879
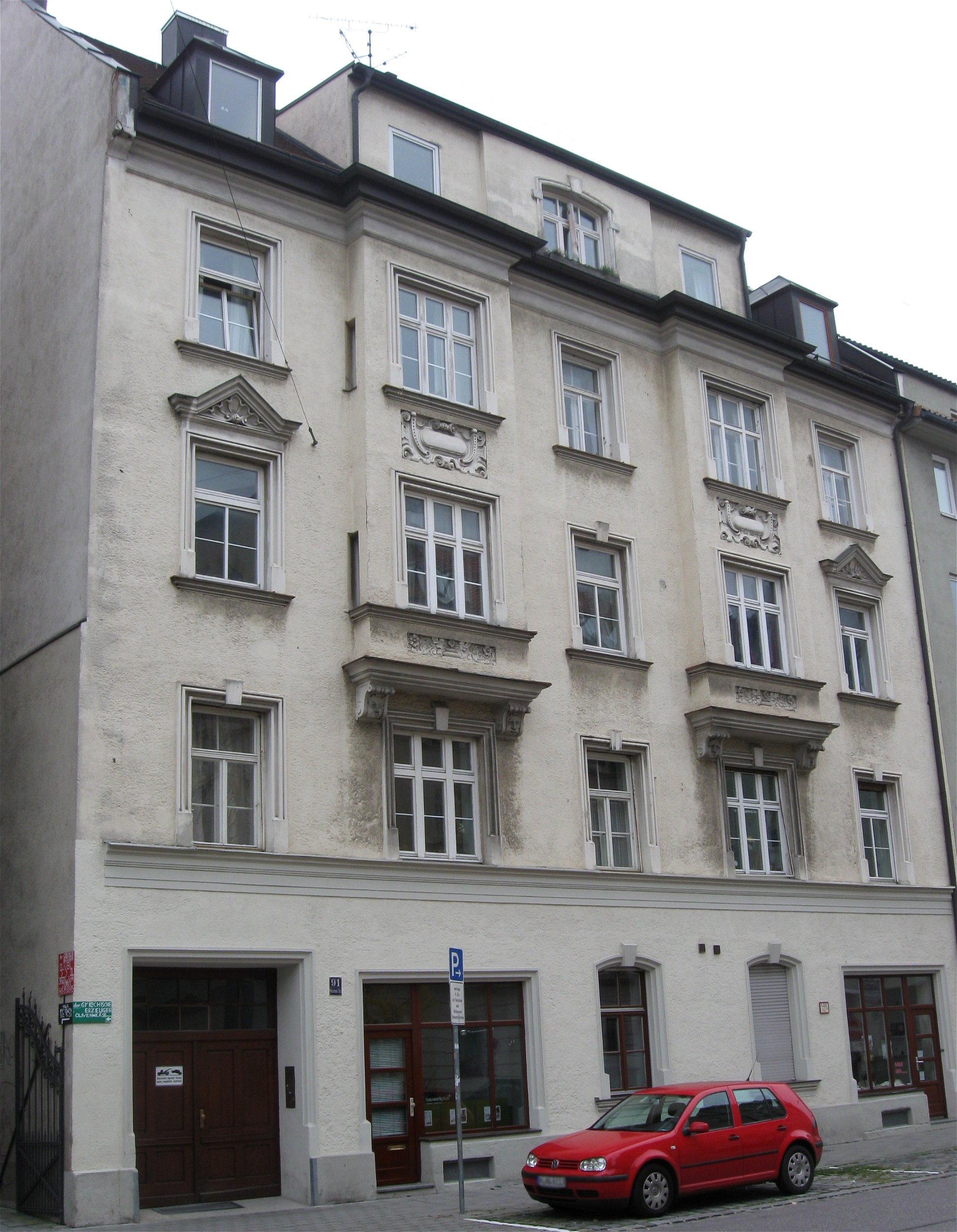
Nr. 91, 1902
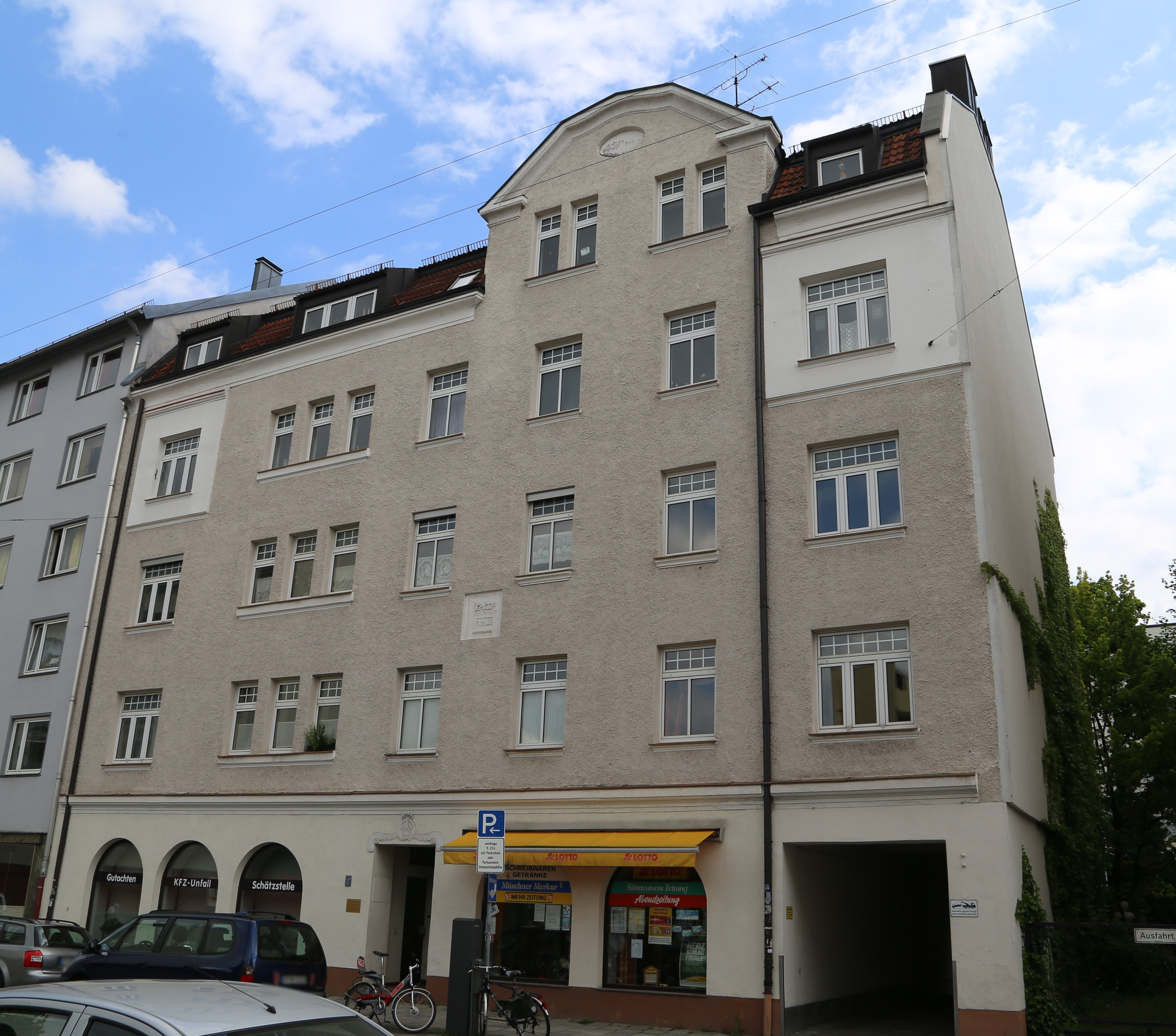
Nr. 115, 1905
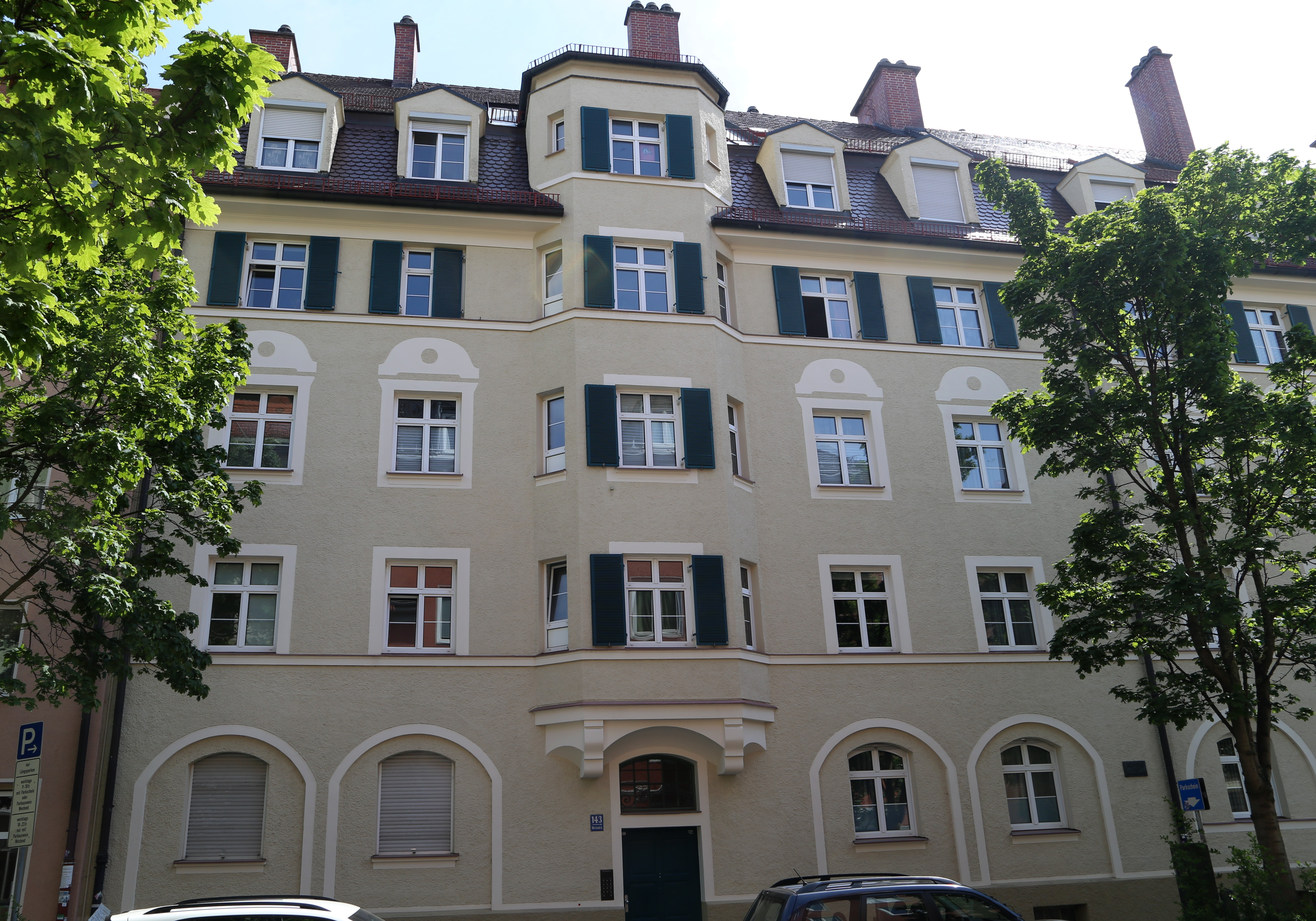
Nr. 143 – Baublock mit
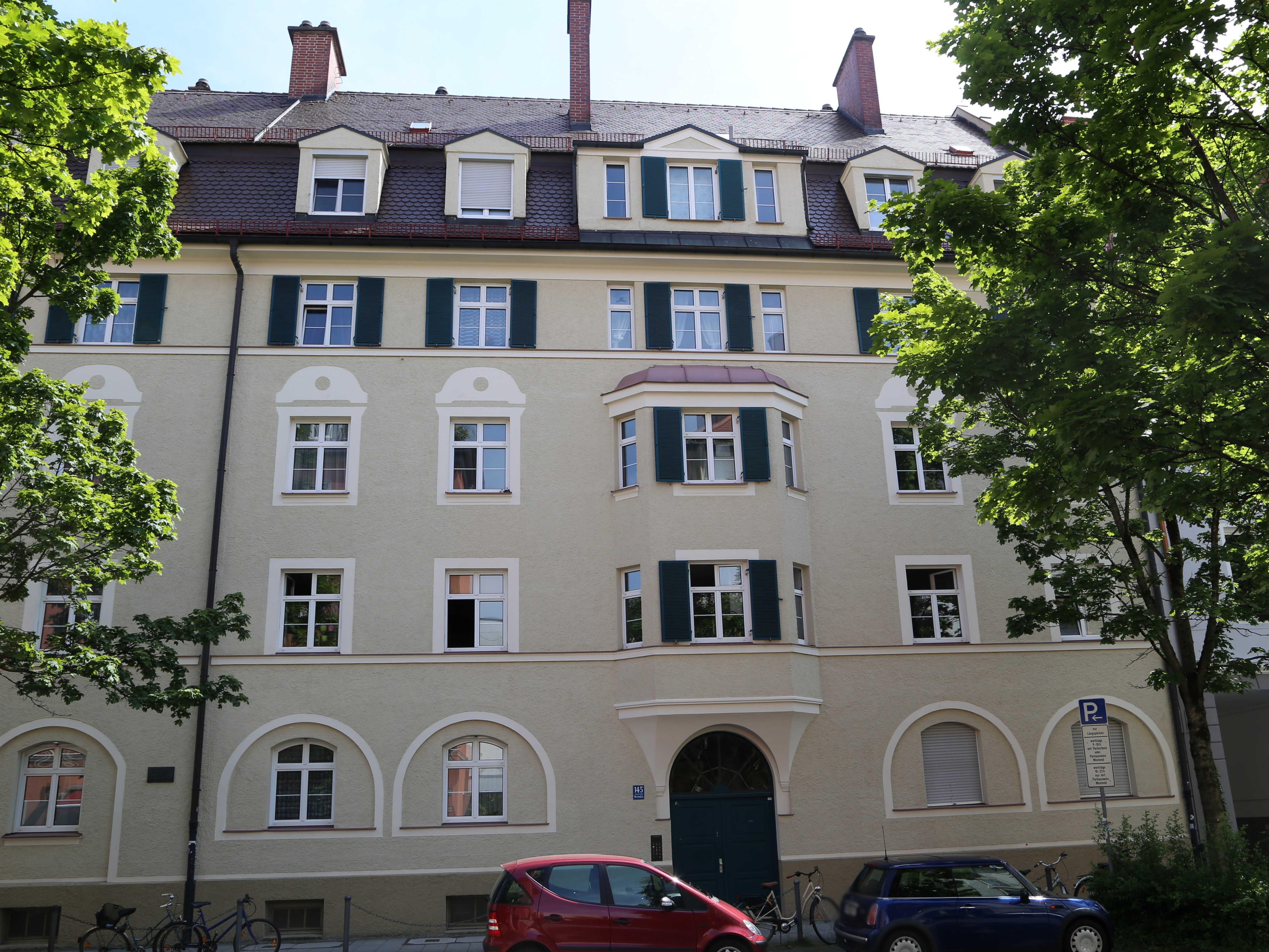
Nr. 145, 1919
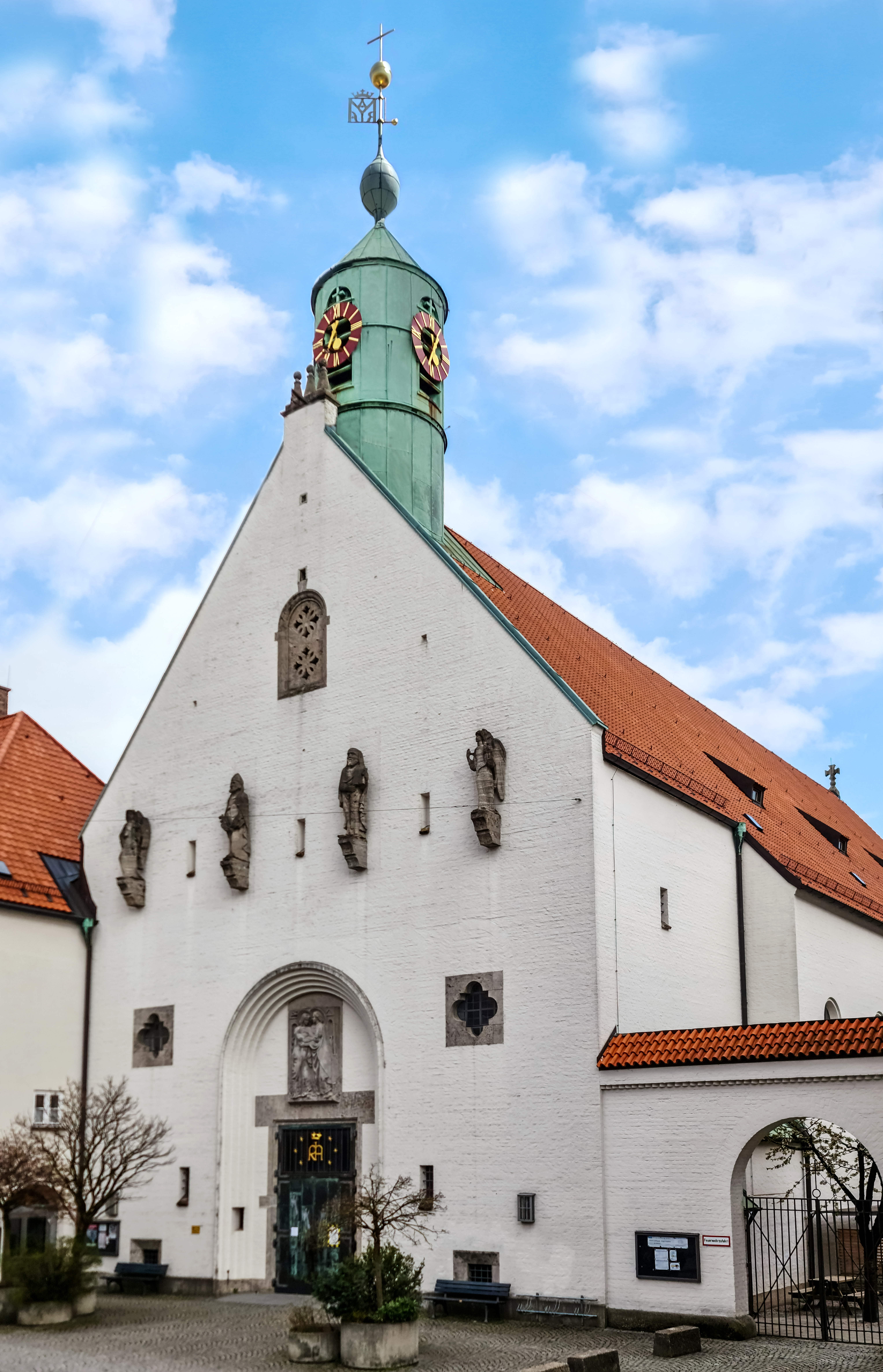
Auf Nr. 155 Kirche Maria Heimsuchung, 1934
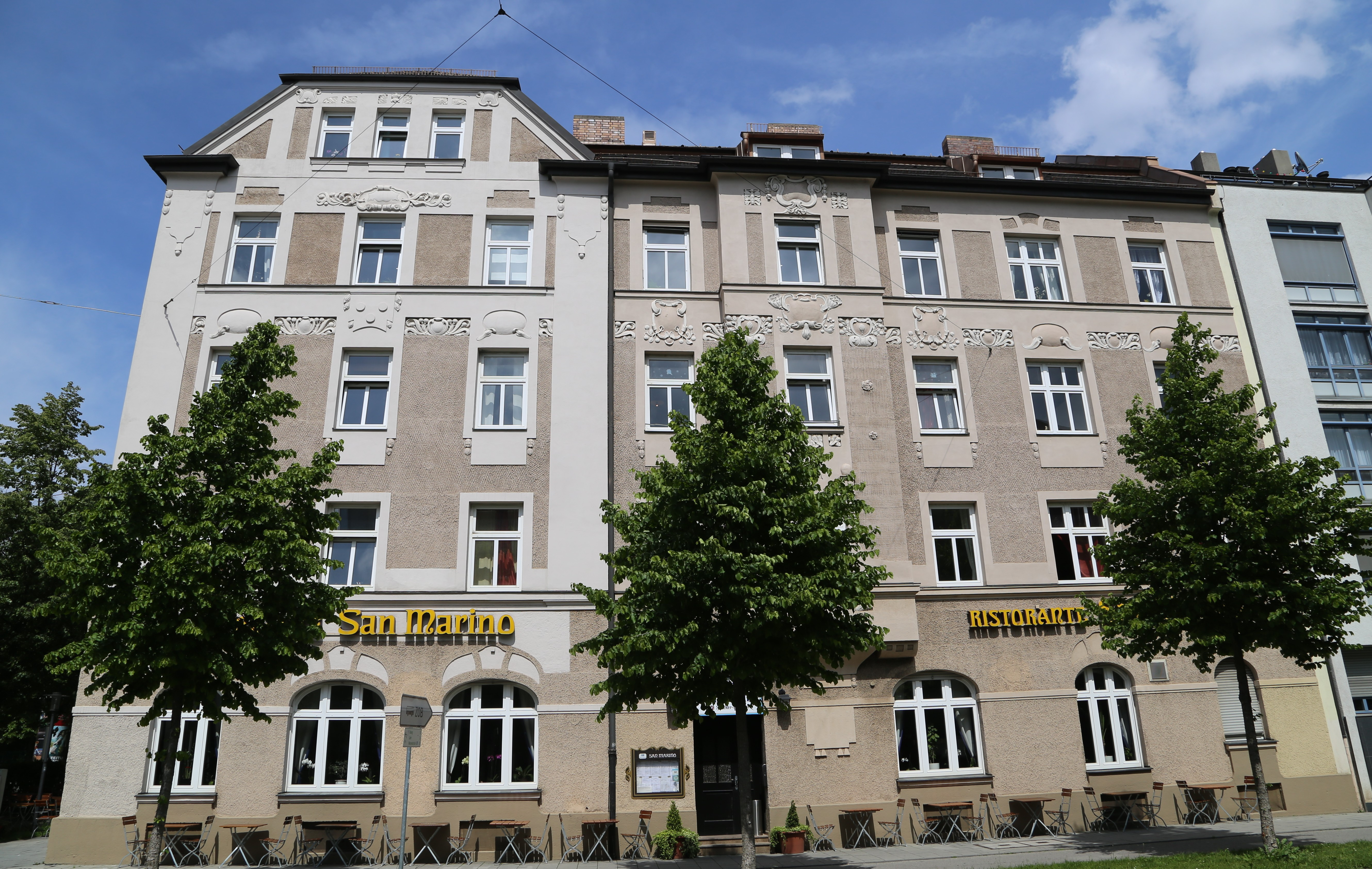
Nr. 161, 1904
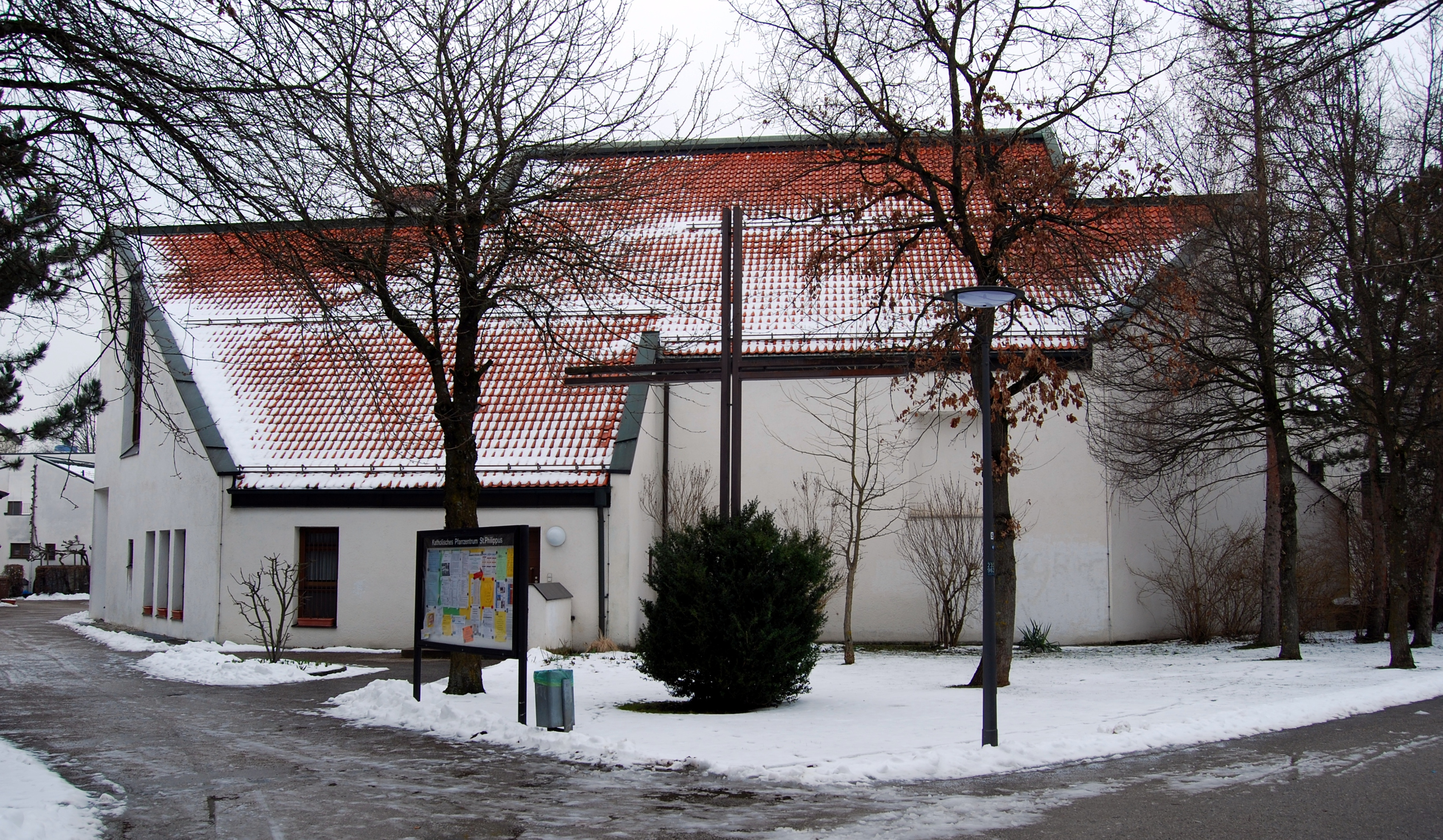
Auf Nr. 249 St. Philippus-Kirche
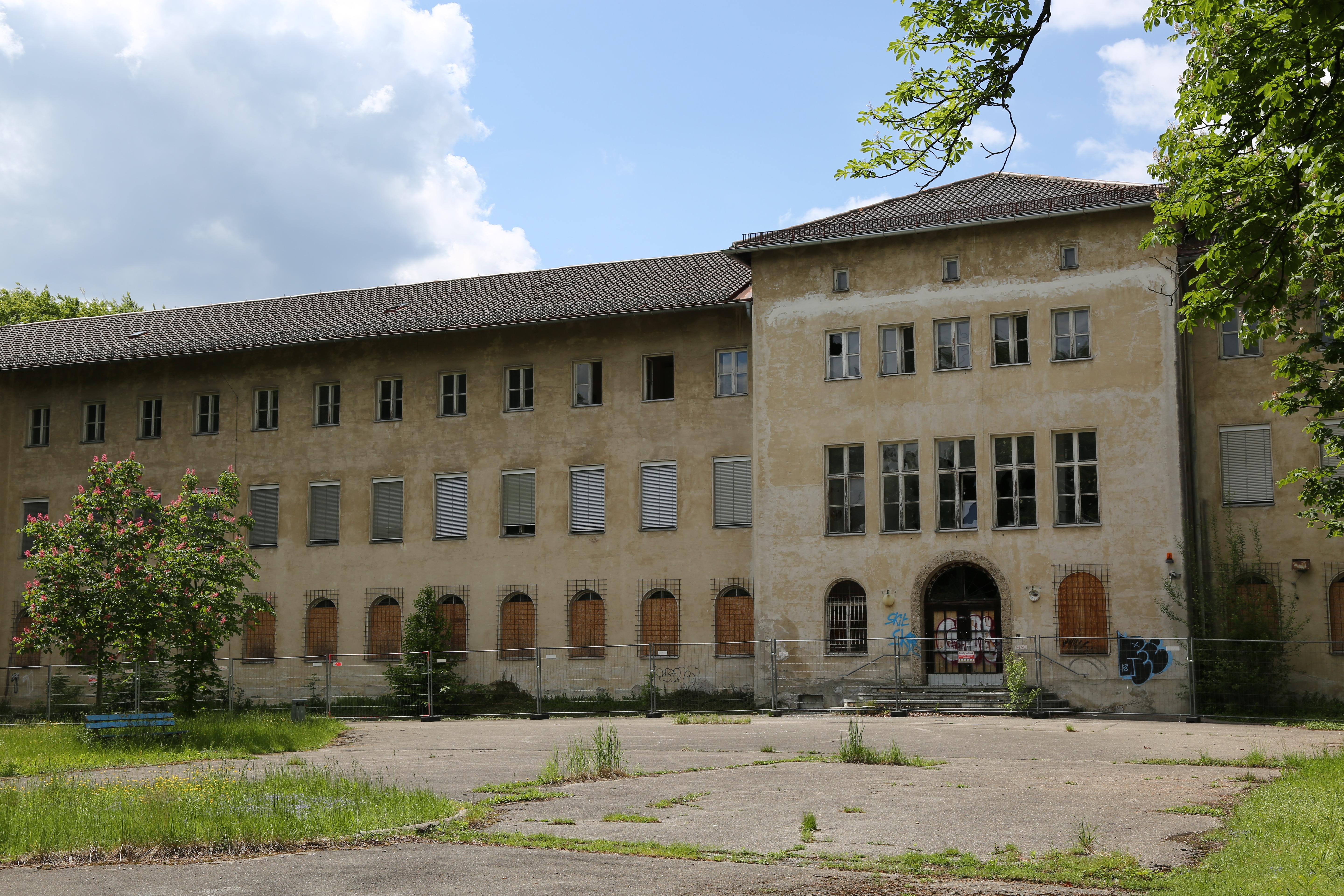
Nr. 300ff, ehemaligen Landestaubstummen-anstalt, 1849 (Foto im Jahr 2019)

## Literatur

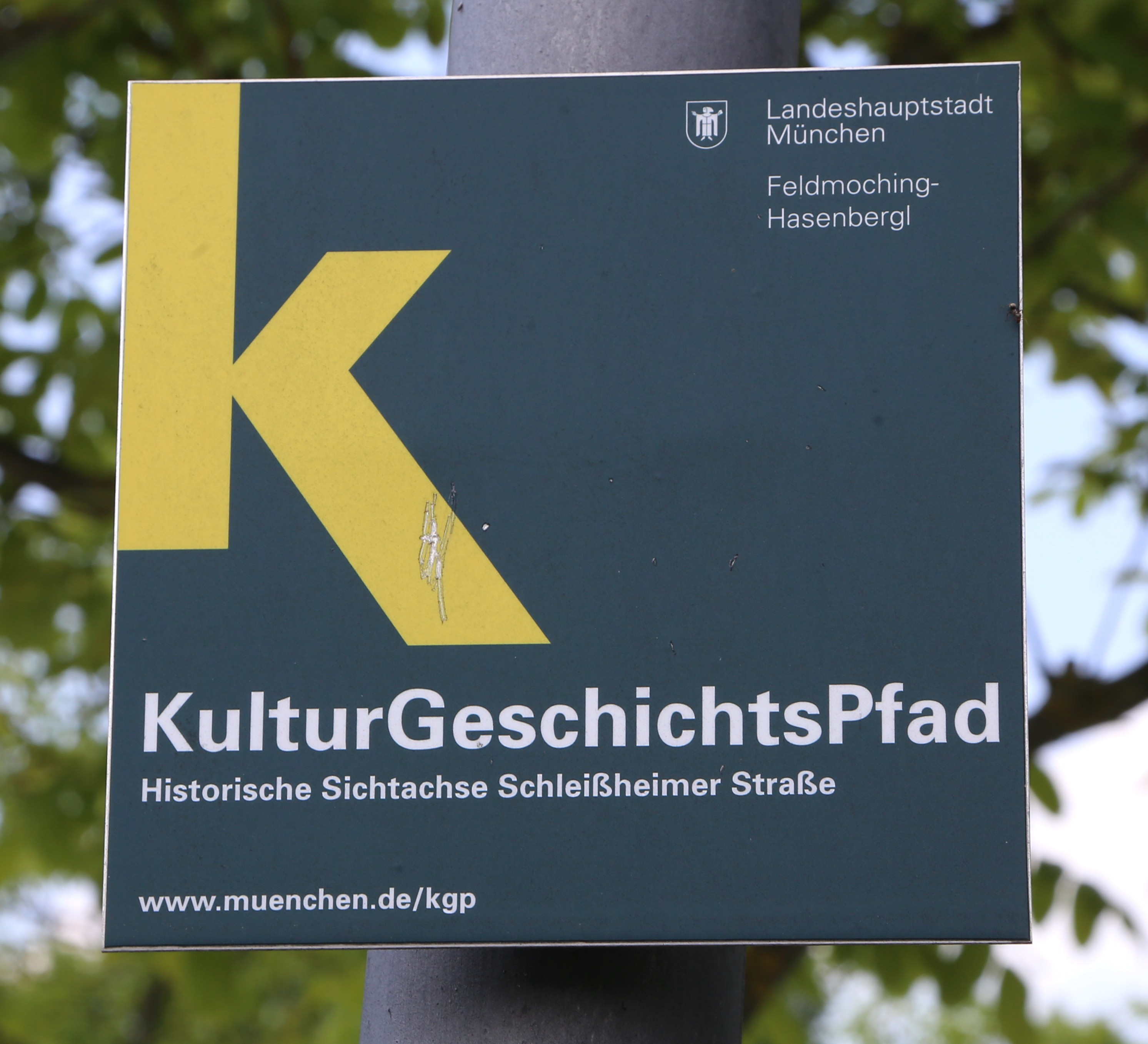
KulturGeschichtsPfade: vor Ort weisen Orientierungstafeln auf Broschüren zur Geschichte hin. Vgl. hier: Zimmermann